# Apolo 13
Apolo 13 fue la séptima misión tripulada del programa Apolo de la NASA y la tercera destinada a aterrizar en la Luna. La nave despegó desde el Centro espacial John F. Kennedy el 11 de abril de 1970, pero tuvo que abortarse el alunizaje debido a una explosión en un tanque de oxígeno del módulo de servicio tras dos días de misión. En lugar de alunizar la tripulación dio la vuelta a la Luna y regresó a salvo a la Tierra el 17 de abril. El comandante de la misión fue Jim Lovell, con Jack Swigert como piloto del módulo de mando y Fred Haise como piloto del módulo lunar. Swigert había sustituido a última hora a Ken Mattingly, que quedó en tierra como consecuencia de haber estado expuesto a la rubeola.
Durante un encendido rutinario del sistema de removido del oxígeno líquido de uno de los tanques, la ignición accidental del aislamiento de un cable deteriorado en el interior del tanque provocó un cortocircuito que causó una explosión que dejó salir su contenido al vacío. Sin oxígeno, necesario tanto para respirar como para generar energía eléctrica, los sistemas de propulsión y de soporte vital del módulo de servicio no podían funcionar. Tuvieron que desconectar los sistemas del módulo de mando para preservar los recursos restantes para el reingreso, obligando a la tripulación a trasladarse al módulo lunar como improvisado bote salvavidas. Cancelado el alunizaje, los controladores de la misión se dedicaron a ayudar a la tripulación a regresar a la Tierra con vida.
Aunque el módulo lunar estaba diseñado para mantener a dos hombres en la superficie lunar durante dos días, el centro de control de misión en Houston improvisó unos procedimientos para que pudiera mantener a tres hombres durante cuatro días. La tripulación sufrió numerosas dificultades a causa de la falta de energía, una cabina fría y húmeda y la escasez de agua potable. Se enfrentaron a la necesidad crítica de adaptar los filtros del módulo de mando para que el sistema de eliminación de dióxido de carbono funcionara en el módulo lunar, pese a su diferente geometría. Contrarreloj, la tripulación y los controladores de la misión lograron improvisar una solución.
Un comité investigador determinó que hubo un fallo durante las pruebas del tanque de oxígeno previas al vuelo y por el hecho de que se colocara teflón en su interior. A raíz de las investigaciones el comité recomendó algunos cambios, como reducir al mínimo la utilización de elementos potencialmente combustibles dentro del tanque, medida que se aplicó a la misión Apolo 14.
Decenas de millones de espectadores vieron el amerizaje de la nave en el océano Pacífico Sur por televisión y el riesgo que corrieron los astronautas renovó por un tiempo el interés por el programa Apolo. La historia de los hechos acaecidos durante esta misión se ha dramatizado en varias ocasiones, sobre todo en la película de 1995 Apolo 13.

## Antecedentes
En 1961 el entonces presidente de los Estados Unidos John F. Kennedy planteó a su nación el desafío de enviar a un astronauta a la Luna y traerlo de regreso a salvo a la Tierra, antes de finalizar la década. La NASA trabajó para alcanzar este objetivo de forma gradual, enviando astronautas al espacio a través de los programas Mercury y Gemini, que culminaron con el Programa Apolo. El objetivo se alcanzó con el Apolo 11, que aterrizó en la Luna el 20 de julio de 1969 y en el que Neil Armstrong y Buzz Aldrin caminaron por la superficie lunar mientras Michael Collins orbitaba el satélite en el módulo de mando Columbia. La misión regresó a la Tierra el 24 de julio de 1969, completando y cumpliendo con el desafío propuesto por Kennedy.
Inicialmente no se sabía cuántas misiones serían necesarias, por lo que la NASA había contratado la adquisición de quince cohetes Saturno V para alcanzar el objetivo. Como el éxito se consiguió en 1969 con el sexto Saturno V utilizado en la misión Apolo 11, la agencia todavía disponía de nueve cohetes para un total de diez alunizajes previstos. Después del entusiasmo generado por el Apolo 11, la opinión pública perdió el interés por el programa espacial y el Congreso redujo el presupuesto de la NASA y se canceló el Apolo 20, el último previsto en el programa Apolo.

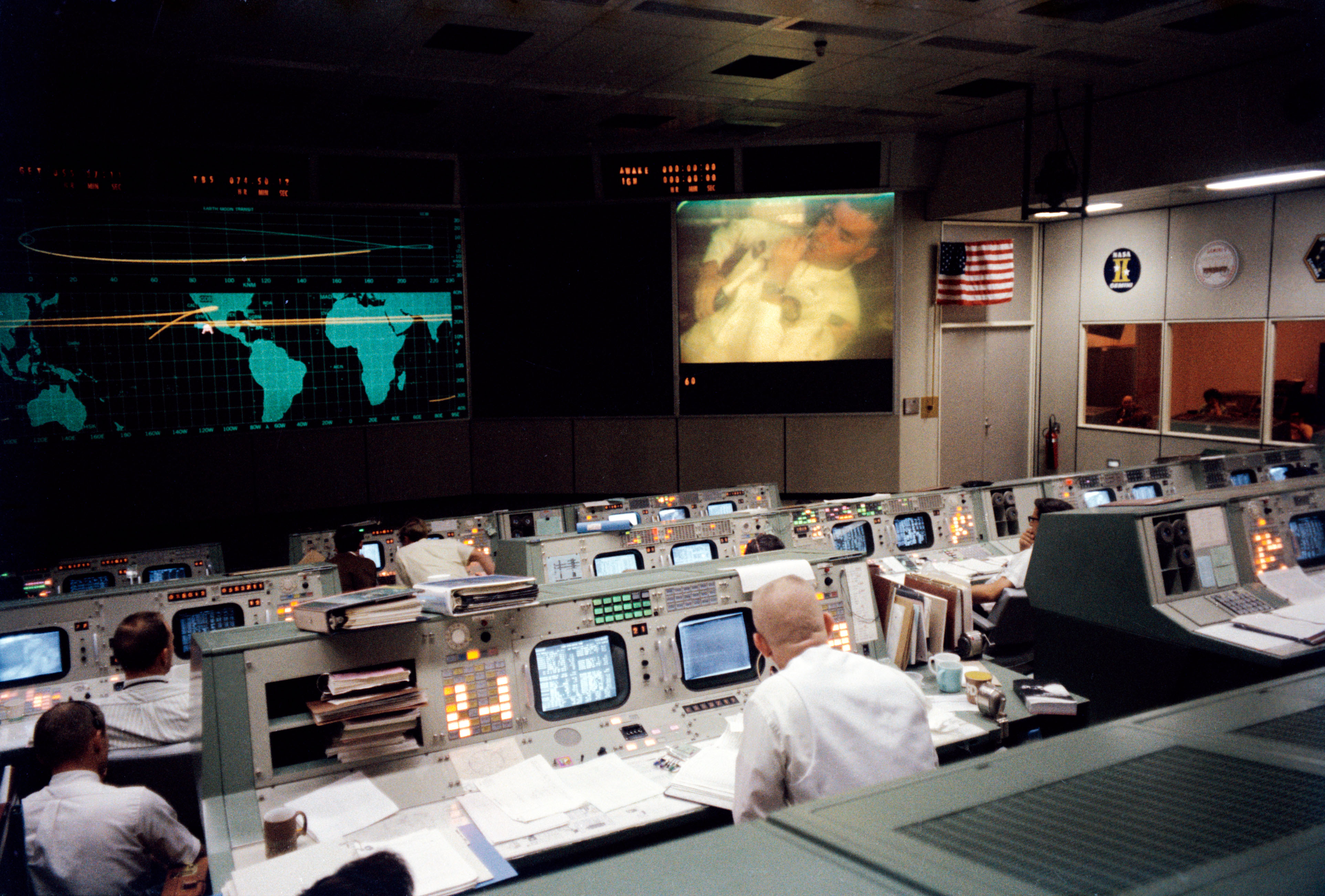
Sala de control de operaciones de la misión durante un programa de TV justo antes del accidente del Apolo 13. El astronauta que aparece en la pantalla del fondo es Fred Haise.

Incluso antes de que el primer astronauta estadounidense viajara al espacio en 1961, ya se había planificado una instalación centralizada para comunicarse con la nave espacial y supervisar su funcionamiento, obra en su mayor parte de Christopher C. Kraft, que se convirtió en el primer director de vuelo de la NASA. Durante el vuelo de la cápsula Friendship 7 de la misión Mercury Atlas 6 que realizó John Glenn en febrero de 1962 (el primer vuelo orbital tripulado de los EE. UU.), una acción propuesta por Kraft fue desautorizada por los responsables de la NASA; sin embargo tras el estudio de la misión realizado posteriormente se demostró que su propuesta era correcta y se implantó como norma que, durante una misión, las decisiones del director de vuelo serían definitivas. La responsabilidad de los directores de vuelo durante el programa Apolo se definía en una frase: «El director de vuelo puede decidir cualquier acción necesaria para la seguridad de la tripulación y el éxito de la misión.»
En 1965 se inauguró el Centro de Control de Misiones de Houston, diseñado en parte por Kraft y que actualmente lleva su nombre. En el centro de control de misión cada controlador de vuelo, además de monitorizar los datos recibidos de la nave espacial mediante telemetría, se comunicaba mediante un circuito de voz con los especialistas de una Sala de Personal de Apoyo, conocida como «trastienda» (back room), que se encargaban de sistemas específicos de la nave. Apolo 13 iba a ser la segunda misión de las tres programadas como «tipo H», destinadas a demostrar la posibilidad de realizar alunizajes con precisión y a una exploración sistemática de la Luna.
Con el objetivo de Kennedy ya cumplido por el Apolo 11 y la demostración por el Apolo 12 de que los astronautas podían realizar un aterrizaje de precisión, los planificadores del programa Apolo pudieron centrarse en algo más que en aterrizar de forma segura y hacer que unos astronautas con una formación mínima en geología recogieran muestras lunares para llevarlas a la Tierra. Así, la ciencia tuvo un papel más importante en el Apolo 13, especialmente en el campo de la geología, importancia que se subraya en el lema de la misión: Ex luna, scientia (Desde la Luna, conocimiento).

## Tripulaciones y personal de control de misión

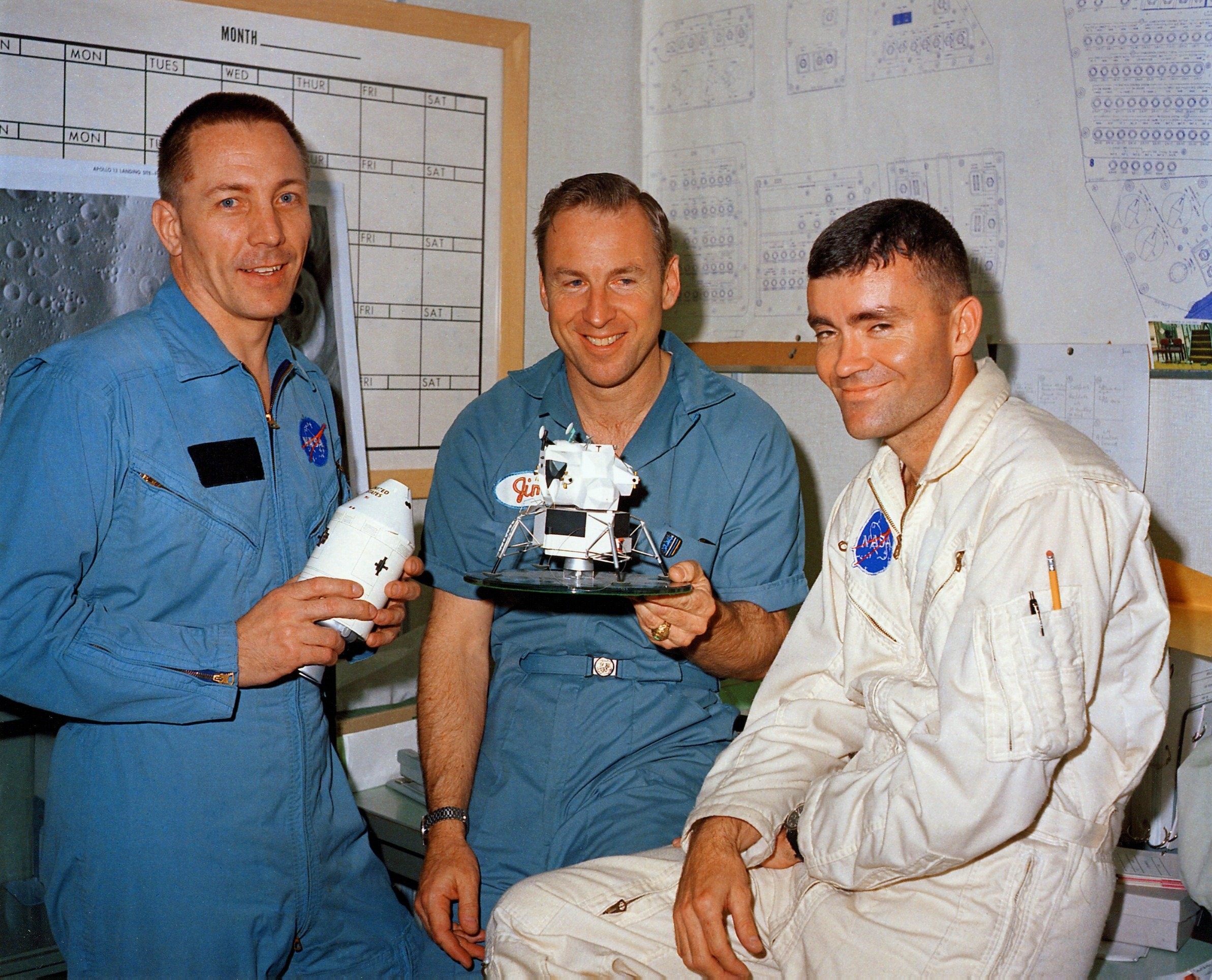
Swigert, Lovell y Haise el día anterior al lanzamiento.

El comandante de la misión, Jim Lovell, tenía 42 años por entonces y esta fue su cuarta y última misión espacial. Se graduó en la Academia Naval de los Estados Unidos y fue aviador naval y piloto de pruebas antes de ser seleccionado para formar parte del segundo grupo de astronautas de la NASA creado en 1962; había volado con Frank Borman en la misión Gemini 7 en 1965 y con Buzz Aldrin en la Gemini 12 al año siguiente antes de formar parte de la Apolo 8 en 1968, la primera misión espacial tripulada en orbitar la Luna.
El piloto del módulo de mando fue Jack Swigert. Tenía 38 años y poseía un BS en ingeniería mecánica y una MS en ciencia aeroespacial; antes de ser seleccionado para el quinto grupo de astronautas creado en 1966 había servido en la Fuerza Aérea y en la Guardia Nacional Aérea estatal y fue piloto de pruebas de ingeniería.
Fred Haise, el piloto del módulo lunar, tenía 35 años. Contaba con un BS en ingeniería aeronáutica, había sido piloto de caza del Cuerpo de Marines y era piloto civil de investigación para la NASA cuando fue seleccionado como miembro del quinto grupo de astronautas. La Apolo 13 fue la única misión espacial de Swigert y Haise.
Siguiendo las pautas de rotación habituales del programa Apolo, la tripulación principal del Apolo 13 tendría que haber sido la de reserva del Apolo 10, con el veterano de los programas Mercury y Gemini Gordon Cooper como comandante, Donn F. Eisele como piloto del módulo de mando y Edgar Mitchell como piloto del módulo lunar. Sin embargo, a pesar de estas pautas de rotación, Deke Slayton, director de operaciones de tripulación de vuelo de la NASA, nunca tuvo la intención incluir a Cooper y a Eisele en la asignación de tripulación principal, descartando a Cooper por su comportamiento relajado durante los entrenamientos y a Eisele por los incidentes acaecidos durante la misión Apolo 7 y por una relación extramatrimonial; dado que no había otros astronautas veteranos disponibles, los asignó como tripulación de reserva. Los candidatos originales de Slayton para el Apolo 13 eran Alan Shepard comandante, Stuart Roosa piloto del módulo de mando y Mitchell piloto del módulo lunar. Sin embargo el equipo directivo consideró que Shepard necesitaba más tiempo de entrenamiento, ya que acababa de reincorporarse a la actividad tras una operación por una afección del oído interno y no había volado desde 1961, por lo que la tripulación de Lovell (él mismo, Haise y Ken Mattingly), que había sido la de respaldo del Apolo 11 y era la prevista para el Apolo 14, sustituiría a la de Shepard.
Swigert inicialmente formaba parte, como piloto del módulo de mando, de la tripulación de reserva del Apolo 13, con John Young como comandante y Charles Duke como piloto del módulo lunar. Siete días antes del lanzamiento, Duke contrajo la rubeola de un amigo de su hijo. Esto expuso a la enfermedad a la tripulación principal y a la de reserva, que entrenaban juntas. De los cinco, solamente Mattingly no era inmune por haberla contraído con anterioridad. Normalmente, si algún miembro de la tripulación principal tenía que quedarse en tierra, el resto de la tripulación sería reemplazado también, sustituyéndose con la tripulación de reserva, pero la enfermedad de Duke lo descartaba, así que dos días antes del lanzamiento, Mattingly fue reemplazado por Swigert. Mattingly nunca llegó a desarrollar la rubeola y más tarde voló en el Apolo 16.
Para el programa Apolo también se estableció una tercera tripulación de astronautas, conocida como tripulación de apoyo, además de la principal y de reserva utilizadas en los programas Mercury y Gemini. Slayton creó las tripulaciones de apoyo porque James McDivitt, que iba a ser el comandante del Apolo 9, creía que, con la preparación que se estaba llevando a cabo en instalaciones a lo largo de los EE. UU., se perderían algunas reuniones imprescindibles para un miembro de la tripulación de vuelo. Los miembros de la tripulación de apoyo debían brindar asistencia según las indicaciones del comandante de la misión. Por lo general los miembros de esta tripulación no eran veteranos y recopilaban las normas de la misión, el plan de vuelo y las listas de control y las mantenían actualizadas; para el Apolo 13 esta tripulación la formaban Vance D. Brand, Jack Lousma y William R. Pogue o Joseph Kerwin.
En cuanto al personal de control de misión del Apolo 13, los directores de vuelo fueron: Gene Kranz, «Equipo blanco», (el director de vuelo principal); Glynn Lunney, «Equipo negro»; Milt Windler, «Equipo granate» y Gerry Griffin, «Equipo oro». Los CAPCOM de la misión fueron Kerwin, Brand, Lousma, Young y Mattingly.

## Insignia de la misión e indicativos

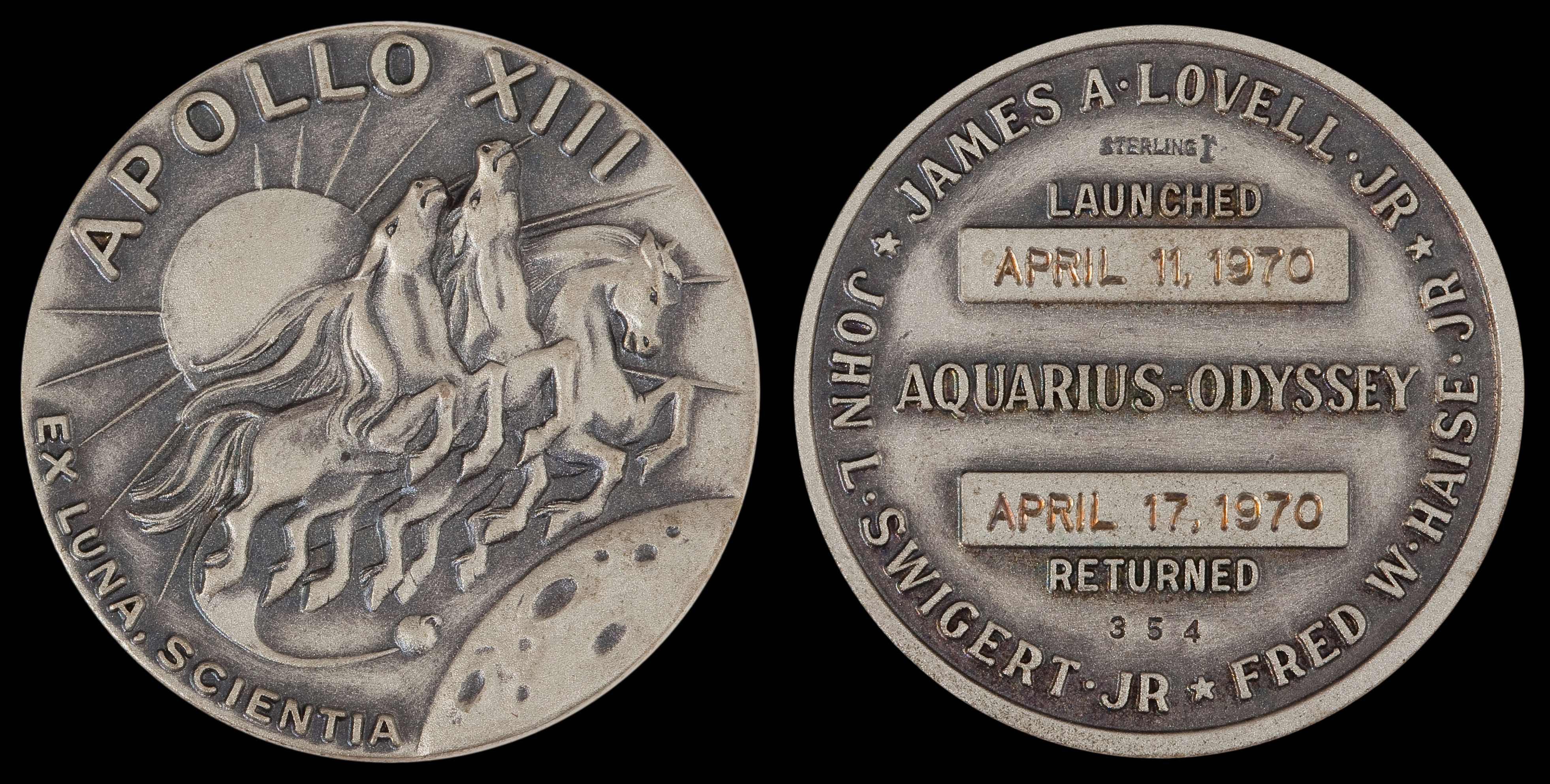
Medallón Robbins que fue a bordo del Apolo 13.

La insignia de la misión representa al dios griego del Sol, Apolo, con tres caballos tirando de su carro surcando el espacio hacia la superficie de la Luna, con la Tierra visible en la distancia. Se supone que simboliza los vuelos del programa Apolo llevando la luz del conocimiento a todo el mundo. También figura el lema de la misión, Ex luna, scientia (De la Luna, conocimiento). Para su elección, Lovell adaptó el lema de su alma mater, la Academia Naval de los Estados Unidos, Ex scientia, tridens (Del conocimiento, el poder del mar). El número de la misión aparecía en numeración romana (Apolo XIII). No fue necesario modificarla cuando Swigert sustituyó a Mattingly ya que, junto con la del Apolo 11, es una de las dos únicas insignias de misión que no incluye los nombres de la tripulación. Fue diseñada por el artista Lumen Martin Winter, quien la diseñó basándose en un mural que había pintado para el Hotel St. Regis en la ciudad de Nueva York. Años después el actor Tom Hanks, que interpretó a Lovell en la película Apolo 13, compró el mural y actualmente se encuentra en el Centro Federal de Atención Médica Capitán James A. Lovell en Illinois.
Lovell se inspiró en el lema de la misión cuando eligió Aquarius como distintivo del módulo lunar, en referencia a Acuario, el portador del agua; algunos medios de comunicación publicaron erróneamente que el nombre procedía de una canción con ese título del musical Hair. El distintivo del módulo de mando, Odyssey, fue elegido no solo por el relato de Homero, sino también en referencia a la por entonces reciente película 2001: A Space Odyssey, basada en un relato del escritor de ciencia ficción Arthur C. Clarke; en su libro Lost Moon: The Perilous Voyage of Apollo 13, Lovell dice que eligió ese nombre porque le gustó la palabra y su definición: un largo viaje con muchos cambios de fortuna.

## Vehículo de lanzamiento y astronave

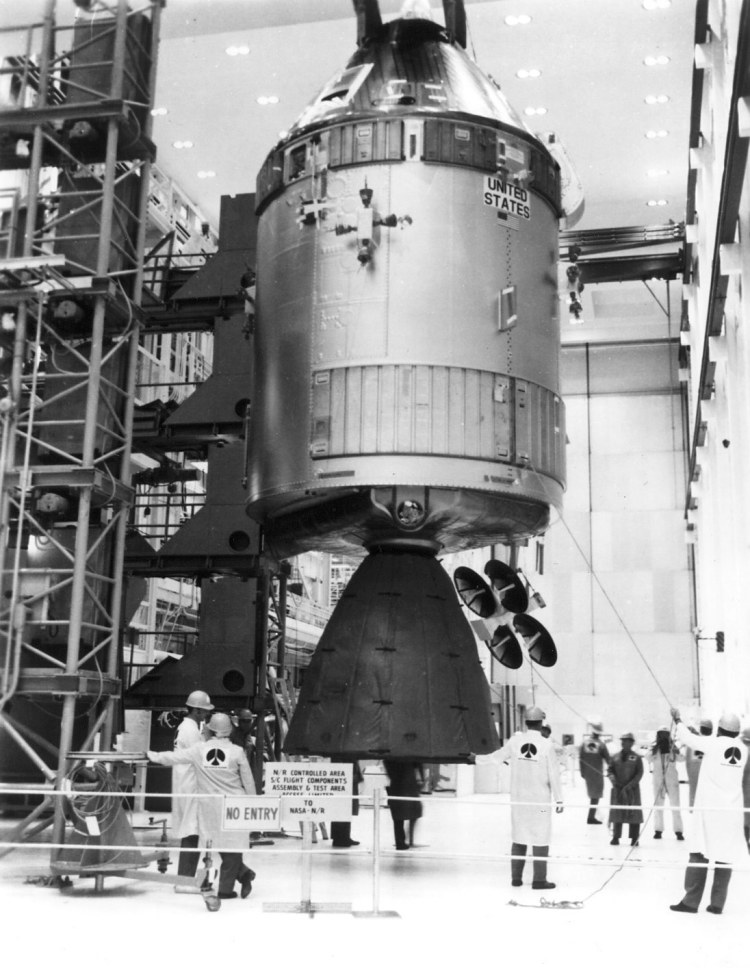
Módulo de mando CSM-109 Odyssey durante las pruebas y el ensamblaje.

El Saturno V utilizado como vehículo de lanzamiento estaba identificado como SA-508 y era casi idéntico a los utilizados para los Apolo 8 a 12. Incluyendo la astronave, el cohete pesaba 2 949 136 kg (6 501 733 lb). Los motores de la primera fase (S-IC) estaban diseñados para generar 440 000 N de empuje total menos que los del Apolo 12, aunque estaba dentro de las especificaciones fijadas. Se cargó propelente extra a modo de prueba ya que las futuras misiones «tipo J» programadas con destino a la Luna (Apolo 15, 16 y 17) requerirían más propelente debido a su carga útil más pesada. Esta carga adicional lo convertía en el vehículo más pesado de los lanzados por la NASA hasta entonces y fue visiblemente más lento durante su despegue de la torre de lanzamiento que las misiones anteriores.
La astronave consistía en el Módulo de Mando 109 y el Módulo de Servicio 109 (en conjunto CSM-109), denominado Odyssey, y el Módulo Lunar 7 (LM-7), denominado Aquarius. También se consideraron parte de la astronave el sistema de escape para el lanzamiento incorporado como medida de seguridad y que serviría para impulsar el módulo de mando en caso de que se produjera un problema durante el despegue, así como el Spacecraft-LM Adapter, identificado como SLA-16, que alojó el módulo lunar durante las primeras horas de la misión.
El módulo lunar, el de mando y el de servicio llegaron al Centro espacial John F. Kennedy en junio de 1969; las fases del Saturno V se recibieron en junio y julio. Se procedió entonces a realizar las pruebas y el montaje, que culminaron con el emplazamiento del vehículo de lanzamiento, con la astronave en la parte superior, el 15 de diciembre de 1969. El lanzamiento de Apolo 13 estaba previsto originalmente para el 12 de marzo de 1970; en enero de ese año la NASA anunció que la misión se aplazaría hasta el 11 de abril, para dar más tiempo a la planificación y también para distribuir las misiones Apolo en un período de tiempo más amplio. La idea era realizar dos vuelos Apolo al año, debido a las limitaciones presupuestarias impuestas, que ya habían provocado recientemente la cancelación del Apolo 20.

## Entrenamiento y preparación

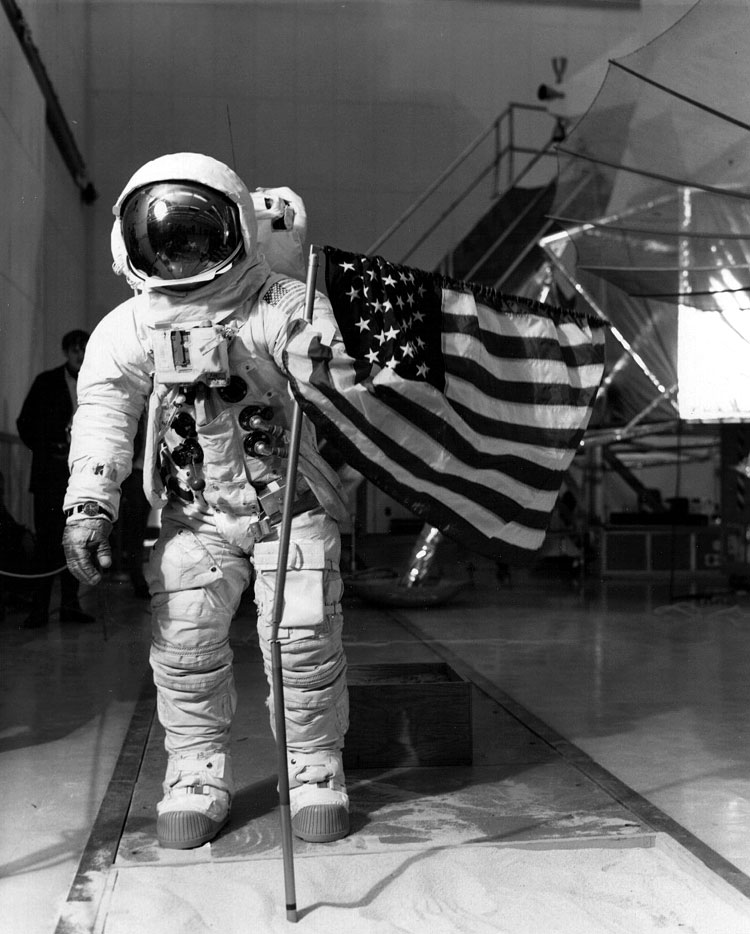
Lovell practicando el despliegue de la bandera.

La tripulación principal del Apolo 13 realizó más de 1000 horas de entrenamiento específico para la misión, más de cinco horas por cada hora de los diez días de duración prevista de la misión. Cada miembro de la tripulación principal pasó más de 400 horas en los simuladores del módulo de mando y, en el caso de Lovell y Haise, del módulo lunar en el Centro espacial Kennedy y en Houston, algunas de las cuales incluían a los controladores de vuelo del centro de control de misión. Los controladores de vuelo participaron en muchos simulacros de posibles problemas con la nave durante el vuelo, para saber cómo reaccionar en caso de emergencia. Los miembros de la tripulación también utilizaron simuladores especializados en otros lugares.

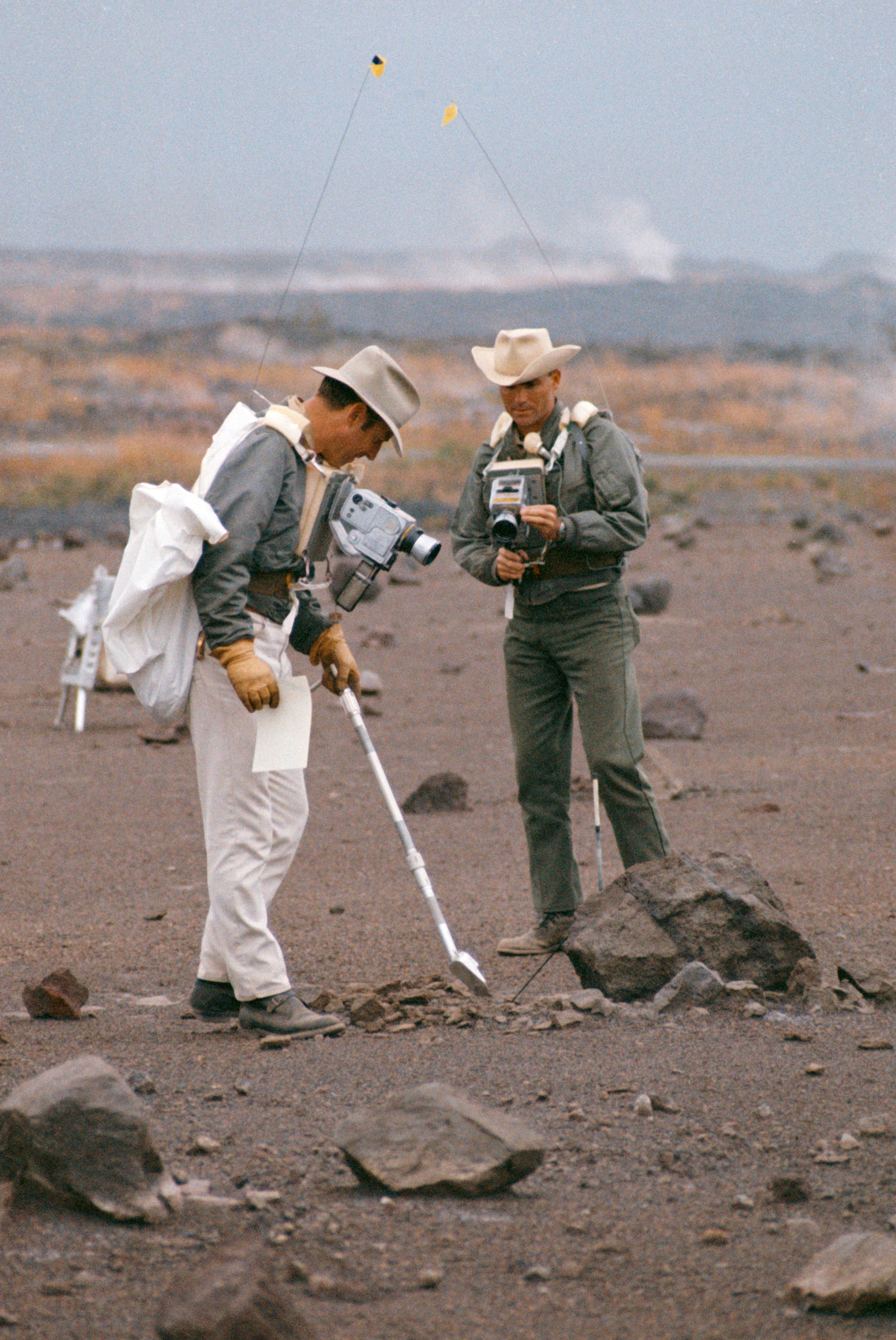
Lovell (izquierda) y Haise realizando prácticas geológicas en Hawái (enero 1970).

Los astronautas del Apolo 11 apenas tuvieron tiempo para una formación en geología, ya que solo pasaron seis meses entre la asignación de la tripulación y el lanzamiento; otros temas prioritarios para la misión les restaron mucho tiempo. La Apolo 12 recibió más entrenamiento de este tipo, incluidas prácticas de campo, utilizando CAPCOM y una Sala de Personal de Apoyo simulada, con científicos a quienes los astronautas tenían que describir lo que veían. El científico y astronauta Harrison Schmitt observó que no se mostraba mucho entusiasmo por los trabajos de campo geológicos. Convencido de que se necesitaba un profesor inspirador, Schmitt organizó un encuentro entre Lovell y Haise y su antiguo profesor en Caltech Lee Silver. Los dos astronautas, junto con los suplentes Young y Duke, se fueron de excursión con Silver por su cuenta. Al final de la semana que pasaron juntos, Lovell nombró a Silver su mentor en geología, quien finalmente fue un miembro importante en la planificación geológica del Apolo 13. Farouk El-Baz supervisó el entrenamiento de Mattingly y su reserva, Swigert, que incluía describir y fotografiar puntos de referencia lunares simulados desde aviones, haciendo que los tres astronautas de la tripulación principal describieran las características geológicas que veían durante sus vuelos entre Houston y el Centro Kennedy; el entusiasmo de Mattingly hizo que otros astronautas, como el piloto del módulo de mando del Apolo 14, Stuart Roosa, solicitaran a El-Baz como profesor.
Conscientes de lo cerca que estuvo el módulo lunar del Apolo 11, el Eagle, de quedarse sin propelente durante su descenso a la Luna, los planificadores de la misión decidieron que a partir del Apolo 13, el Módulo de Mando y Servicio de Apolo se encargaría de llevar al módulo lunar a la órbita desde la que iniciaría el intento de alunizaje, lo que suponía un cambio con respecto a los Apolo 11 y 12, en los cuales el módulo lunar fue el que realizó la ignición para descender a la órbita inferior. El cambio formaba parte de un plan para aumentar el tiempo de vuelo disponible por los astronautas cuando las misiones tuvieran como destino un terreno más accidentado.
Estaba previsto dedicar la primera de las dos actividades extravehiculares (EVA) de cuatro horas en la superficie lunar a la instalación del grupo de instrumentos científicos del Apollo Lunar Surface Experiments Package (ALSEP, Paquete de experimentos Apolo en la superficie lunar); durante la segunda Lovell y Haise investigarían el cráter Cone, cerca del lugar de alunizaje previsto. Los dos astronautas utilizarían sus trajes espaciales para realizar unas 20 exploraciones EVA, que incluían la recogida de muestras y el uso de herramientas y otros equipos. El entrenamiento incluyó vuelos en una aeronave de gravedad reducida (conocida entre los astronautas como «cometa vómito») para simular microgravedad o gravedad lunar, realizando diversas prácticas, como ponerse y quitarse los trajes espaciales. Para prepararse para el descenso a la superficie de la Luna, Lovell pilotó un Lunar Landing Training Vehicles (LLTV); a pesar de que cuatro de los cinco LLTV y otros vehículos simuladores de alunizaje similares sufrieron accidentes durante el curso del programa Apolo, los comandantes de la misión consideraron que pilotarlos era una experiencia inestimable.

## Objetivos científicos
El lugar de alunizaje previsto para el Apolo 13 estaba cerca del cráter Fra Mauro; se creía que la formación Fra Mauro contenía mucho material disperso por el impacto que originó el Mare Imbrium en los primeros años de la existencia de la Luna. Su datación proporcionaría información no solo sobre la Luna, sino también sobre los inicios de la historia de la Tierra. Era probable que este material estuviera disponible en el pequeño cráter Cone, un lugar donde se creía que un impacto había perforado profundamente el regolito lunar.
El Apolo 11 había dejado un sismógrafo en la Luna, pero la unidad, alimentada por energía solar, no sobrevivió a su primera noche lunar de dos semanas de duración. Los astronautas del Apolo 12 también dejaron uno, en este caso impulsado por energía nuclear, como parte de su paquete de experimentos programados. El Apolo 13 también llevaba un sismógrafo (proyecto conocido como Experimento Sísmico Pasivo, o PSE, por sus siglas en inglés) similar al del Apolo 12, como parte de su paquete de experimentos, para que los astronautas lo dejaran en la Luna. Ese sismómetro iba a ser arrojado durante la etapa de ascenso del módulo lunar para así calibrarlo, al ser un objeto de masa y velocidad conocidas que impactaba en un lugar también conocido.
Otro de los experimentos del paquete programado era un Heat Flow Experiment (HFE, Experimento de Flujo de Calor), consistente en perforar dos agujeros de tres metros de profundidad, tarea responsabilidad de Haise, que también debía perforar un tercer agujero de esa profundidad para extraer una muestra del núcleo. Un Charged Particle Lunar Environment Experiment (CPLEE, Experimento de Partículas Cargadas en el Ambiente Lunar) registraría los protones y electrones de origen solar que llegan a la Luna. El paquete también incluía un Lunar Atmosphere Detector (LAD, Detector de Atmósfera Lunar) y un Dust Detector (Detector de Polvo), para medir la acumulación de residuos. El HFE y el CPLEE se programaron por primera vez para el Apolo 13; los otros experimentos se habían realizado antes.

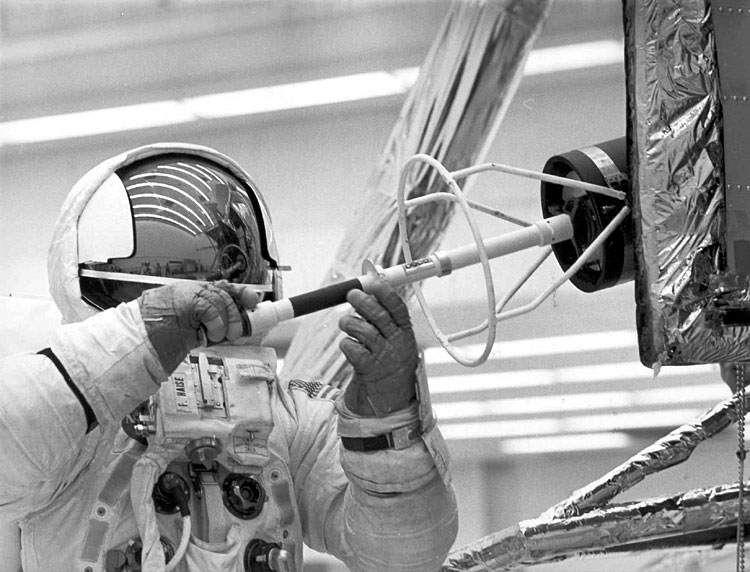
Haise practicando para quitar la cápsula de combustible de su recipiente de transporte montado en el módulo lunar. El verdadero contenedor, con su contenido radiactivo, se hundió sin abrir en el océano Pacífico.

Como fuente de alimentación del paquete de experimentos programados se incluyó un generador termoeléctrico de radioisótopos (RTG) SNAP-27, desarrollado por la Comisión de Energía Atómica de los Estados Unidos y que se incluyó por primera vez en el Apolo 12. La cápsula de combustible contenía unos 3,79 kg de óxido de plutonio (PuO2); el recipiente que albergaba cápsula para su transporte a la Luna se construyó con blindajes térmicos de grafito y berilio y con partes estructurales de titanio y superaleaciones de Inconel, así construido para soportar el calor de la reentrada en la atmósfera terrestre y evitar contaminar el aire con plutonio en el caso de que hubiera que abortar la misión sin haberlo depositado en la Luna.
También se incluyó una bandera de los Estados Unidos para colocarla en la superficie de la Luna. En los Apolo 11 y 12 la bandera se había alojado en un tubo resistente al calor en la pata de aterrizaje delantera, mientras que para el Apolo 13 se trasladó al Modularized Equipment Stowage Assembly (MESA, Conjunto Modularizado de Almacenamiento de Equipo) en la etapa de descenso del módulo lunar. La estructura para simular el ondear de la bandera en el ambiente sin aire de la Luna se mejoró con respecto a la del Apolo 12. Como Lovell y Haise iban a realizar recorridos más largos que en las misiones anteriores, el portaequipos, que los astronautas del Apolo 12 habían tenido que transportar a mano, se amplió y se le dotó de dos ruedas, pasándose a conocer como Mobile Equipment Transporter (MET, Transportador Modular de Equipo).
Se añadió por primera vez una franja roja en el casco, brazos y piernas del traje espacial A7L del comandante. Esta medida ya se había propuesto tras la misión Apolo 11, pues el personal encargado de revisar las imágenes tomadas durante la misión tenía problemas para distinguir a Armstrong de Aldrin, pero no pudo aplicarse en el Apolo 12 ya que la propuesta fue aprobada más tarde. Durante la última emisión televisiva del Apolo 13 antes del accidente, Haise hizo una demostración de las nuevas bolsas de bebida que se colocaron en el interior de los cascos y que iban a utilizar los astronautas mientras caminaban por la superficie lunar.
Los principales objetivos fijados para la misión Apolo 13 eran: «Realizar la inspección selenológica, evaluación y recogida de muestras de materiales en una región preseleccionada de la formación Fra Mauro. Desplegar y poner en marcha un Paquete de experimentos Apolo en la superficie lunar. Desarrollar la capacidad del hombre para trabajar en el entorno lunar. Obtener fotografías de los lugares de exploración previstos». Los astronautas también tenían como misión la toma de fotografías, incluidas la luz antisolar desde la órbita lunar y de la propia Luna en su viaje de regreso a la Tierra. Swigert iba a realizar parte de estas fotografías mientras Lovell y Haise caminaban por la Luna, además de tomar imágenes de los puntos de Lagrange del sistema Tierra-Luna. La nave contaba con doce cámaras a bordo, incluidas las de televisión y las de imágenes en movimiento. La tripulación también debía realizar observaciones de radar biestático en la Luna. Ninguna de ellas se pudo realizar debido al accidente.

## Desarrollo de la misión

Cronología de la misión.

### Lanzamiento e inyección translunar

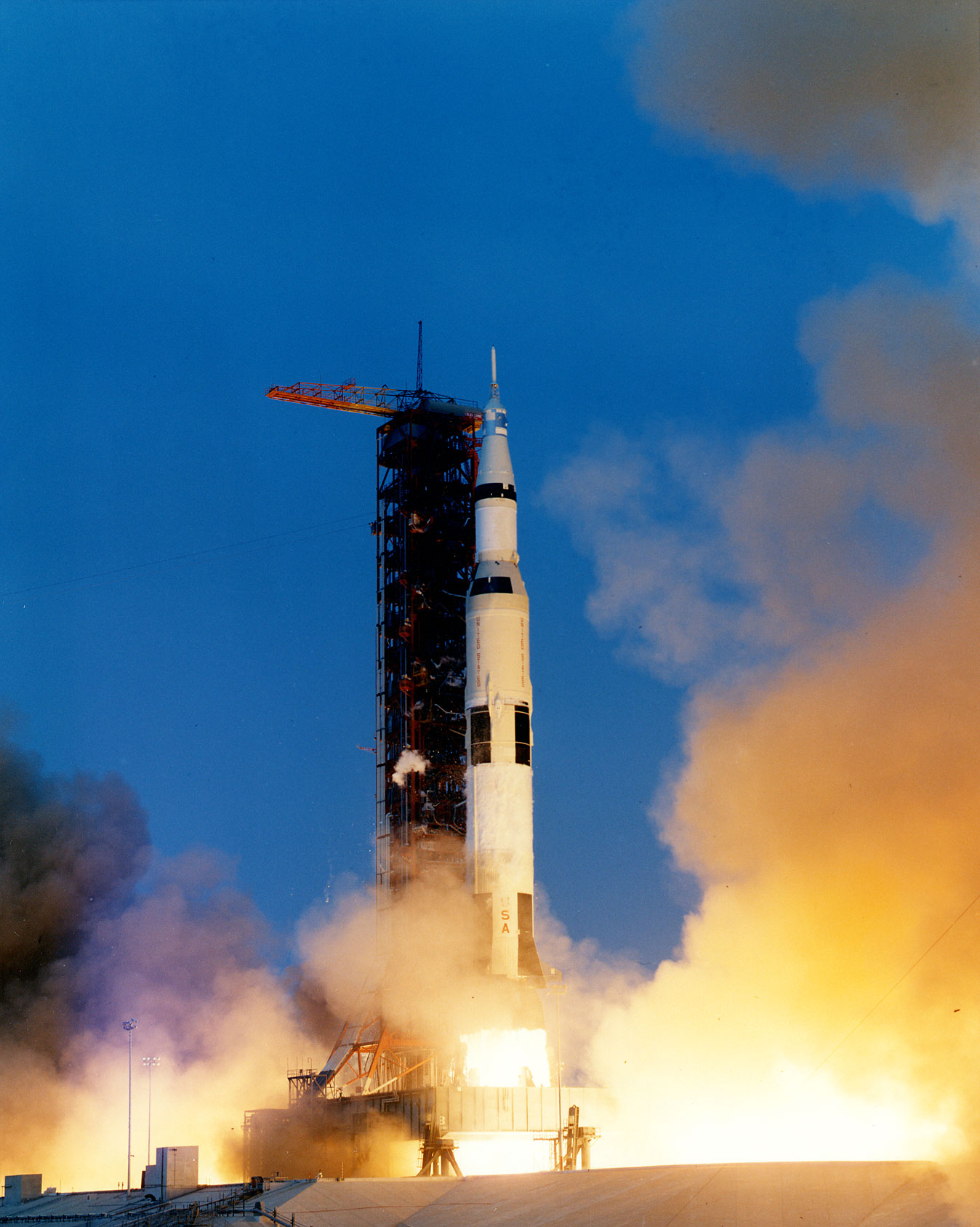
Lanzamiento del Apolo 13 desde el Centro espacial Kennedy el 11 de abril de 1970.

El Apolo 13 despegó a la hora prevista, 14:13:00 hora local (19:13:00 UTC) el 11 de abril de 1970. Durante el despegue se produjo una incidencia cuando el motor central (interno) de la segunda fase (S-II) se apagó unos dos minutos antes de lo previsto, debido oscilaciones violentas causadas por una combustión inestable del propelente. Desde el Apolo 10, el sistema de dirección del vehículo se diseñó para apagar el motor en caso de variaciones de presión en la cámara. Las oscilaciones del motor, conocidas como efecto pogo, ya se habían producido en los cohetes Titán (utilizados en el programa Gemini) y en otras misiones del programa Apolo, pero las del Apolo 13 se vieron amplificadas por una reacción a la cavitación de la turbobomba. Se había previsto una solución para evitar este efecto, pero la presión para cumplir el calendario fijado no permitió la integración del hardware en el vehículo. Una investigación posterior reveló que el motor estaba a un ciclo de producirse un fallo catastrófico. Para compensar el apagado del motor interno de la segunda fase, los cuatro motores externos y la tercera etapa (S-IVB) funcionaron durante más tiempo y el vehículo consiguió llegar muy cerca de la órbita de estacionamiento circular de 190 km programada, para luego realizar la inyección translunar unas dos horas más tarde, colocando la misión rumbo a la Luna.
Tras la inyección translunar Swigert realizó las maniobras de separación y transposición antes de acoplar el Odyssey al Aquarius y la astronave se desprendió de la tercera etapa. Los controladores de tierra situaron la tercera etapa en un curso para impactar en la Luna en el radio de acción del sismómetro del Apolo 12.
La tripulación se preparó para el viaje de tres días rumbo a Fra Mauro. A las 30:40:50 de la misión, con la cámara de TV funcionando, la tripulación realizó una ignición para situar la nave en una trayectoria híbrida. La salida de una trayectoria de regreso libre significaba que si no se realizaban más encendidos, la nave dejaría la Tierra fuera de su trayectoria de retorno, en lugar de interceptarla. Una trayectoria de regreso libre solo permitía llegar a lugares próximos al ecuador lunar, mientras que una trayectoria híbrida, que podía iniciarse en cualquier momento posterior a la inyección translunar, permitía llegar a lugares en latitudes más altas, como Fra Mauro. Las comunicaciones se animaron cuando Swigert se dio cuenta de que se había olvidado de presentar su declaración de impuestos federales (que debía presentarse el 15 de abril) y, entre risas de los controladores de la misión, preguntó cómo podía conseguir una prórroga; se descubrió que tenía derecho a una prórroga de 60 días por estar fuera del país en la fecha límite de presentación.
La entrada al módulo lunar para probar sus sistemas se había fijado para las 58:00:00; cuando la tripulación despertó al inicio del tercer día de la misión, se les informó que se había adelantado tres horas y posteriormente se adelantó otra hora más. Había programada una emisión televisiva para las 55:00:00; Lovell, actuando como presentador, mostró a la audiencia el interior del Odyssey y del Aquarius. La audiencia era limitada ya que ninguna cadena de televisión transmitía la emisión, por lo que Marilyn Lovell, la esposa de Jim Lovell, tuvo que ir a la sala VIP del Control de Misión para poder ver a su marido y a sus compañeros de tripulación.

### Accidente
Aproximadamente seis minutos y medio después de la emisión de las imágenes de televisión (cerca de las 56:00:00) la nave se encontraba a unos 330 000 km de la Tierra. Haise estaba completando el apagado del módulo lunar después de probar sus sistemas mientras Lovell guardaba la cámara de televisión. El CAPCOM Jack Lousma transmitió instrucciones secundarias a Swigert, como cambiar la orientación de la nave para facilitar la obtención de fotografías del cometa Bennett.
El sensor de presión de uno de los tanques de oxígeno del módulo de servicio parecía funcionar mal, así que Seymour «Sy» Liebergot, EECOM encargado de supervisar el sistema eléctrico del Módulo de Mando y Servicio de Apolo pidió que se activaran los ventiladores del sistema que removía el oxígeno líquido de los tanques. Esta operación se hacía normalmente una vez al día; este removido adicional ayudaba a evitar la estratificación térmica del contenido de los tanques, haciendo que las lecturas de presión fueran más precisas. Kranz, el director de vuelo, le dijo a Liebergot que esperara unos minutos para que la tripulación se asentara después de la emisión, luego Lousma transmitió la petición a Swigert, que activó los interruptores que controlan los ventiladores, y después de unos segundos los volvió a apagar.
Noventa y cinco segundos después de que Swigert activara esos interruptores, los astronautas escucharon un «pretty large bang» (estallido bastante grande), acompañado de fluctuaciones en la energía eléctrica y el encendido de los propulsores de control de altitud.
Se perdieron las comunicaciones y la telemetría hacia la Tierra durante 1,8 segundos, hasta que el sistema se recuperó automáticamente cambiando la antena direccional de alta ganancia de banda S, utilizada para las comunicaciones translunares, pasando del modo de banda estrecha a banda ancha. El accidente se produjo a las 55:54:53 horas de misión; Swigert informó 26 segundos después, transmitiendo «Okay, Houston, we've had a problem here» (Bien, Houston, hemos tenido un problema aquí), secundado a las 55:55:42 por Lovell «Houston, we've had a problem. We've had a Main B Bus undervolt» (Houston, hemos tenido un problema. Hemos tenido una bajada de tensión en el Bus Principal B).

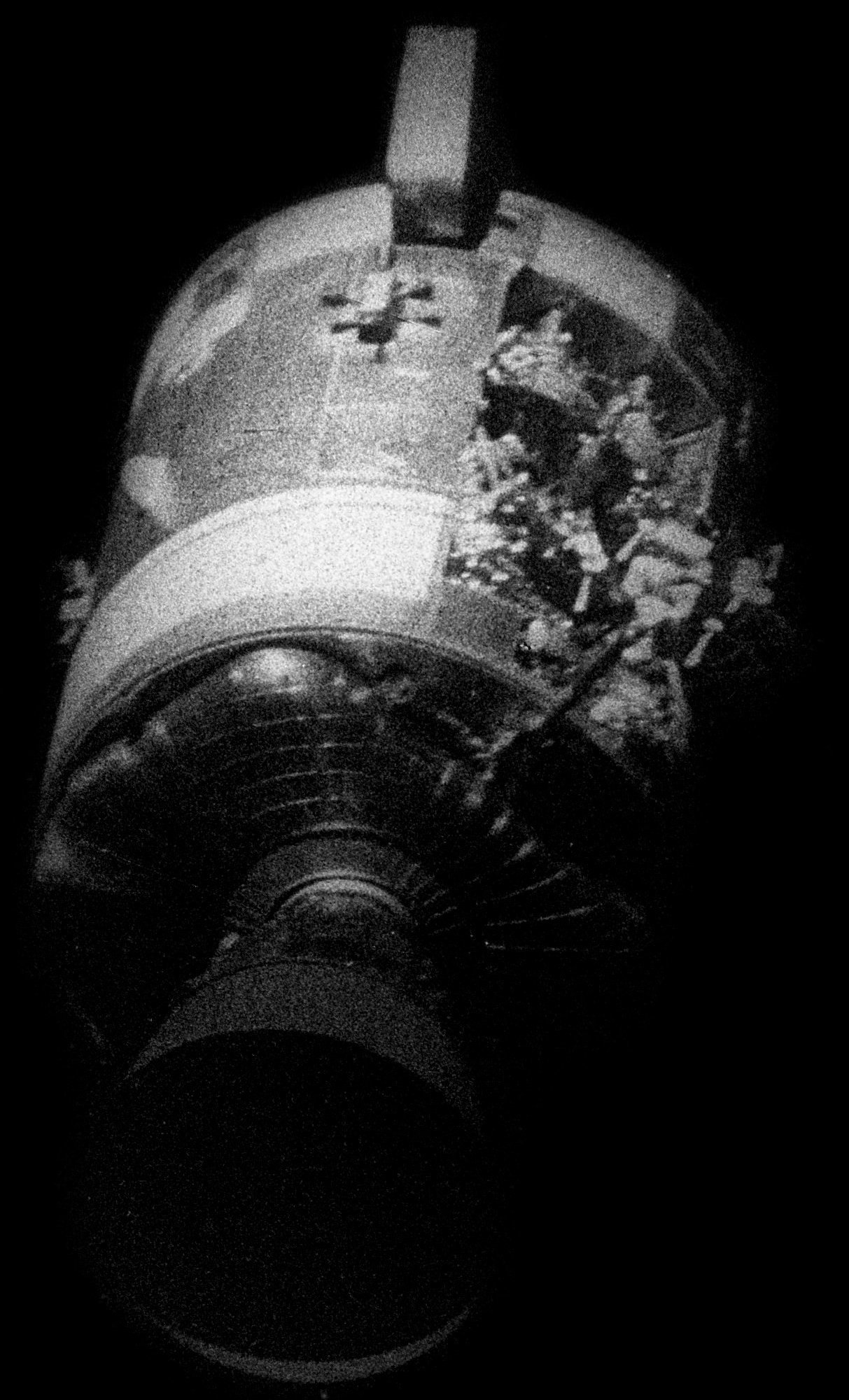
Módulo de servicio del Apolo 13 dañado, fotografiado desde el módulo de mando después de la separación.

En un principio Lovell creyó que Haise había activado la válvula de represurización de la cabina del módulo lunar, lo que también producía un estallido (a Haise le gustaba hacerlo para asustar a sus compañeros de tripulación), pero Lovell comprobó que Haise no sabía lo que había pasado. Por su parte, Swigert pensó inicialmente que un meteoroide podría haber golpeado el módulo lunar, pero tanto él como Lovell pronto verificaron que no había ninguna fuga. La caída de tensión del Bus Principal B significaba que no llegaba suficiente voltaje desde las tres células de energía del módulo de servicio (alimentadas por hidrógeno y oxígeno líquidos canalizados desde sus tanques respectivos y que se combinaban para suministrar agua potable y abastecer de energía el módulo) al segundo de los dos sistemas de distribución de energía del módulo de servicio. Casi todo en el Módulo de Mando y Servicio de Apolo necesitaba energía. Aunque el bus se recuperó momentáneamente, poco después los buses A y B se quedaron sin voltaje. Haise comprobó el estado de las células de combustible y descubrió que dos de ellas habían caído. Las normas de la misión prohibían entrar en la órbita lunar a menos que todas las células de combustible estuvieran operativas.
Minutos después del accidente se registraron varias lecturas anormales, que mostraban que el tanque 2 estaba vacío y que la presión del tanque 1 disminuía lentamente, que la computadora de la nave se había reiniciado y que la antena de alta ganancia no funcionaba. En un principio Liebergot ignoró las preocupantes señales del tanque 2 tras el incidente, ya que se centró en el tanque 1, confiando en que su lectura sería un buen indicador de lo que contenía el tanque 2; también lo hicieron los controladores de la «trastienda». Cuando Kranz le preguntó a Liebergot al respecto, en un principio respondió que podría haber lecturas falsas debido a un problema con los instrumentos. Lovell, mirando por la ventanilla, informó que estaba saliendo al espacio «un gas de algún tipo», quedando claro que había un problema serio.
Dado que las células de combustible necesitaban oxígeno para funcionar, cuando el tanque de oxígeno 1 se agotara, la célula de combustible que quedaba dejaría de funcionar, lo que supondría que las únicas fuentes significativas de energía y oxígeno del Módulo de Mando y Servicio de Apolo serían las baterías del módulo de mando y su tanque de reserva de oxígeno, que serían necesarias para las últimas horas de la misión, pero la célula de combustible restante, ya sin oxígeno, se alimentaba del tanque de reserva. Kranz ordenó separar el tanque de reserva, para conservar su oxígeno, pero esto significaba que la célula de combustible restante quedaría inutilizada en dos horas, ya que el oxígeno del tanque 1 se estaba consumiendo o se filtraba. Para solucionar el problema resultó fundamental el papel del controlador de misión del «Equipo negro», Glynn Lunney, que inició su turno una hora después de la explosión del tanque de oxígeno. Lunney y su equipo se enfrentaron al desafío sin precedentes de tener que encender el módulo lunar en un plazo extremadamente ajustado, transfiriendo la guía y los datos de navegación desde el módulo de mando moribundo; su excelente memoria y rapidez de pensamiento fueron fundamentales para el éxito del equipo durante las horas siguientes. El espacio alrededor de la nave se llenó con innumerables pequeños trozos de escombros del accidente, lo que complicaba cualquier esfuerzo por utilizar las estrellas para orientarse. En ese momento, el único objetivo de la misión pasó a ser llevar a los astronautas de vuelta a la Tierra con vida.

### Circunnavegando la Luna
El módulo lunar tenía las baterías cargadas y los tanques de oxígeno llenos para su utilización en la superficie lunar, por lo que Kranz ordenó que los astronautas lo pusieran en marcha y lo utilizaran como «bote salvavidas», un escenario previsto, aunque considerado improbable. El procedimiento para utilizar con este propósito el módulo lunar había sido desarrollado por los controladores de vuelo del módulo lunar tras un simulacro durante los entrenamientos del Apolo 10 en el que el módulo era necesario para la supervivencia, pero no podía activarse a tiempo. Si el accidente de Apolo 13 hubiera ocurrido durante el viaje de regreso, fase de la misión en la que ya se habrían deshecho del módulo lunar, los astronautas habrían muerto, como también habría sucedido esto si el accidente se hubiera producido mientras el módulo de servicio circundaba la órbita lunar, o mientras Lovell y Haise estuvieran caminando sobre la Luna.
La elección de la ruta de regreso se convirtió en una decisión clave. Una «cancelación directa» utilizaría el motor principal del módulo de servicio (el Sistema de Propulsión de Servicio o SPS) para regresar antes de llegar a la Luna. Pero en el accidente se podría haber dañado el SPS y las celdas de combustible tendrían que durar al menos otra hora para satisfacer sus requerimientos de energía, por lo que Kranz decidió en su lugar una ruta más larga: la nave espacial circunnavegaría la Luna antes de regresar a la Tierra. El Apolo 13 se encontraba en la trayectoria híbrida que debía llevarlo a Fra Mauro; ahora debía volver a una trayectoria de retorno libre. El Sistema de Propulsión de Descenso (DPS) del módulo lunar, aunque no era tan potente como el SPS, podía hacerlo, pero era necesario que los técnicos desarrollaran un nuevo software para los ordenadores del Control de Misión, ya que nunca se había contemplado que la nave, formada por el Módulo de Mando y Servicio de Apolo y el módulo lunar, tuviera que maniobrarse con el Sistema de Propulsión de Descenso. Como el módulo de mando se estaba desconectando, Lovell anotó la información de su sistema de orientación y realizó cálculos manuales para transferirla al sistema de orientación del módulo lunar, que se había desconectado; a petición suya el Control de Misión revisó sus cálculos. A las 61:29:43.49 horas de misión el encendido de 34,23 segundos del DPS situó la nave en una trayectoria de retorno libre.
El cambio suponía que el Apolo 13 regresaría a la Tierra en unos cuatro días, aunque con un amerizaje en el océano Índico, donde la NASA contaba poco equipo de recuperación. Jerry Bostick y otros oficiales de dinámica de vuelo (FIDO) se preocupaban tanto por acortar la duración del viaje como por trasladar el amerizaje al océano Pacífico, donde se encontraban las principales unidades de recuperación. Una opción reduciría el tiempo de retorno en 36 horas, pero requería desprender el módulo de servicio, lo que suponía exponer al espacio el escudo térmico del módulo de mando durante el viaje de retorno, algo para lo que no había sido diseñado. Se propusieron otras soluciones. Después de una reunión en la que participaron directivos e ingenieros de la NASA, la persona de mayor rango presente, Robert Gilruth, director del Centro de Vuelos Espaciales Tripulados (Manned Spacecraft Center) decidió hacer un encendido del motor del Sistema de Propulsión de Descenso, que ahorraría 12 horas y permitiría amerizar la nave en el Pacífico. Ese encendido «PC+2» tendría lugar dos horas después del pericintión, el punto de mayor aproximación a la superficie lunar. En el pericintión, el Apolo 13 estableció el récord (recogido en el Libro Guinness de los récords), que todavía se mantiene, de la mayor altitud absoluta alcanzada por una nave espacial tripulada: 400 171 km de la Tierra a las 00:21:00 UTC del 15 de abril.
Mientras se preparaban para el encendido se le comunicó a la tripulación que el S-IVB había impactado en la Luna como estaba previsto, lo que hizo que Lovell dijera en broma: «Bueno, al menos algo funcionó en este vuelo». El «Equipo blanco» de controladores de misión de Kranz, que había pasado la mayor parte de su tiempo asistiendo a otros equipos y desarrollando los urgentes procedimientos necesarios para llevar a los astronautas a casa, usaron sus consolas para el operativo PC+2. Normalmente la precisión del procedimiento de encendido podía asegurarse comprobando la orientación que Lovell había transferido a la computadora del módulo lunar con la posición de una de las estrellas utilizadas por la tripulación para la navegación, pero la luz que se reflejaba en los numerosos fragmentos de desechos que acompañaban a la nave lo hacía impracticable, por lo que los astronautas utilizaron la única estrella disponible cuya posición no podían obstruir los restos, el Sol. Houston también les informó que la Luna se vería en el centro de la ventanilla del módulo lunar en la que estaba el comandante mientras se realizaba el encendido del motor, que se inició a las 79:27:38.95 horas de misión, con una duración de cuatro minutos y veintitrés segundos y que fue casi perfecto, con una variación mínima respecto a lo fijado. La tripulación procedió entonces al apagado de la mayoría de los sistemas del módulo lunar para conservar los suministros.

### De regreso a la Tierra

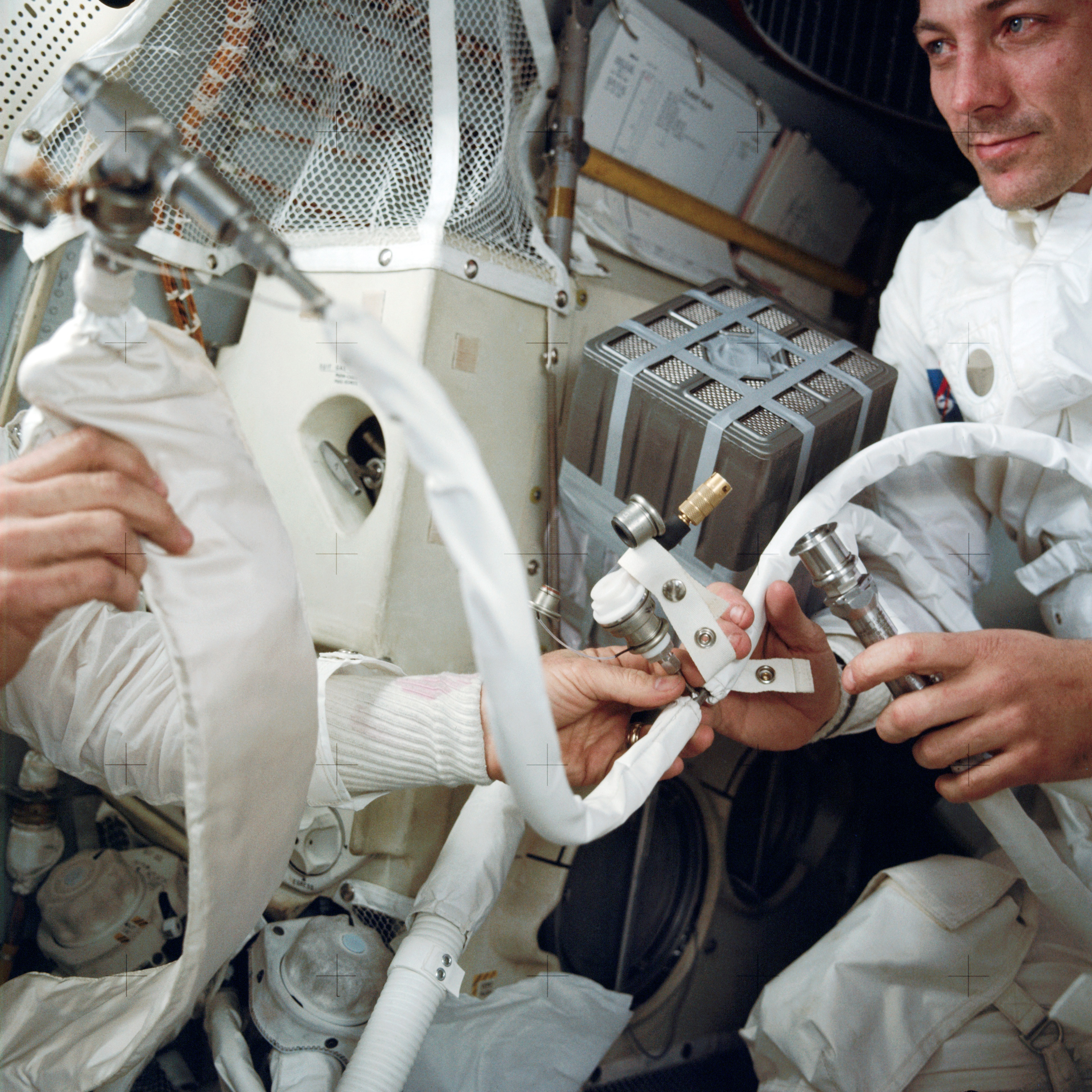
Swigert con el equipo improvisado para adaptar los recipientes de hidróxido de litio del módulo de mando para utilizarlos en el módulo lunar.

El módulo lunar contenía suficiente oxígeno, pero todavía quedaba el problema de la eliminación del dióxido de carbono exhalado por los astronautas al respirar, que era absorbido por un purificador que funcionaba con unos depósitos con partículas de hidróxido de litio. El suministro de estos depósitos en el módulo lunar, destinado a albergar a dos astronautas durante 45 horas en la Luna, no era suficiente para mantener a tres astronautas en el viaje de regreso a la Tierra. El módulo de mando tenía suficientes, pero no tenían la forma y el tamaño adecuados para funcionar con los equipos del módulo lunar. Los ingenieros del Centro de Control idearon una forma de adaptar los contenedores cuadrados del módulo de mando para que encajaran en las aberturas redondas de los del módulo lunar utilizando plástico, cubiertas arrancadas de los manuales de procedimientos, cinta adhesiva y otros elementos de los escasos disponibles en la nave. Los ingenieros de la NASA llamaron al dispositivo improvisado «the mailbox» (el buzón). El CAPCOM Joseph Kerwin fue el encargado de leerles paso a paso a lo largo de una hora el procedimiento para su elaboración y Swigert y Haise se encargaron de su construcción; los elevados niveles de dióxido de carbono en la nave comenzaron a caer inmediatamente. Más tarde Lovell dijo «El artilugio no era muy atractivo, pero funcionaba».
La electricidad del Módulo de Mando y Servicio de Apolo provenía de unas células de combustible que producían agua como un producto derivado, pero el módulo lunar solo se alimentaba de baterías de óxido de plata y zinc, que no lo hacían, por lo que conservar tanto energía eléctrica como agua, necesaria para la refrigeración de los equipos además de para beber, sería crítico para la supervivencia. El consumo de energía del módulo lunar se redujo al nivel más bajo posible; Swigert pudo llenar algunas bolsas de bebida con agua del grifo del módulo de mando, pero incluso dando por sentado un racionamiento del consumo por la tripulación, Haise calculó inicialmente que se quedarían sin agua para la refrigeración unas cinco horas antes de la reentrada. Aunque esta situación aparentemente era asumible, pues los sistemas del módulo lunar del Apolo 11 una vez expulsados en la órbita de la Luna habían seguido funcionando durante siete u ocho horas incluso sin agua, podía ser un problema importante por lo que se estableció la ración de la tripulación en 0,2 litros de agua por persona y día, una quinta parte de la ingesta normal. Al final, con estas medidas estrictas el Apolo 13 regresó a la Tierra con un remanente de 12,8 kg de agua. A causa de la deshidratación los tres astronautas perdieron entre todos un total de 14 kg de peso y Haise desarrolló una infección urinaria. Probablemente esta infección fue a causa de la reducción de la ingesta de agua, pero la microgravedad y los efectos de la radiación cósmica podrían haber disminuido la reacción de su sistema inmunológico al patógeno.
Con el consumo eléctrico al mínimo y casi a oscuras, la temperatura en el interior de la nave bajó hasta los 3 °C. Sopesaron la posibilidad utilizar sus trajes espaciales, pero se decidió que eran demasiado voluminosos y sudarían mucho con ellos puestos. Lovell y Haise se pusieron las botas que iban a utilizar en las actividades extravehiculares en la Luna y Swigert se puso un mono de trabajo extra. Los tres astronautas pasaban mucho frío, especialmente Swigert, que se había mojado los pies mientras llenaba las bolsas de agua y, como no iba a descender, no tenía calzado lunar. Como se les había advertido que no expulsaran su orina al espacio para no alterar la trayectoria, tuvieron que almacenarla en bolsas. El agua se condensó en las ventanillas y las paredes formando escarcha, aunque la posible condensación que se pudo haber formado detrás de los paneles del equipo no causó problemas, en parte debido a las importantes mejoras de aislamiento eléctrico introducidas tras el trágico incendio del Apolo 1. A pesar de todas las incomodidades sufridas, la tripulación apenas se quejó.
El controlador de vuelo John Aaron, junto con Mattingly y varios ingenieros y diseñadores, ideó un procedimiento para el encendido del módulo de mando partiendo de un apagado total, algo que nunca se había previsto hacer durante la misión y mucho menos bajo las severas limitaciones de potencia y tiempo del Apolo 13. Los astronautas aplicaron el procedimiento aparentemente sin dificultad; Kranz atribuyó más tarde este hecho a que los tres astronautas habían sido pilotos de prueba, acostumbrados a tener que trabajar en situaciones críticas y con sus vidas en juego.

### Reentrada y amerizaje
A pesar de la precisión de la inyección translunar, la nave se fue desviando lentamente de su curso, lo que obligó a efectuar una corrección. Como el sistema de guiado del módulo lunar se había apagado tras el encendido PC+2, se le dijo a la tripulación que utilizara la línea de separación entre la noche y el día en la Tierra para guiarlos, una técnica utilizada en las misiones de la NASA en órbita terrestre, pero nunca en el viaje de regreso de la Luna. Este encendido del Sistema de Propulsión de Descenso (DPS), realizado a las 105:18:42 horas de misión durante 14 segundos, situó de nuevo el ángulo de la trayectoria de vuelo de entrada proyectada dentro de los límites de seguridad. Sin embargo, se necesitó otra ignición a las 137:40:13, usando los propulsores del sistema de control de reacción (RCS) del módulo lunar, durante 21,5 segundos. Algo menos de media hora después se desprendieron del módulo de servicio, lo que permitió a la tripulación ver y fotografiar por primera vez los daños que se habían producido en el módulo de servicio. Informaron que podían ver que faltaba un panel entero en el exterior del módulo, que las células de combustible sobre el soporte del tanque de oxígeno estaban inclinadas, que la antena de alta ganancia estaba dañada y que había una cantidad considerable de escombros por todas partes. Haise pudo ver los daños en la cabina del motor del módulo de servicio, validando el acierto de la decisión de Kranz de no usar el Sistema de Propulsión de Servicio (SPS).

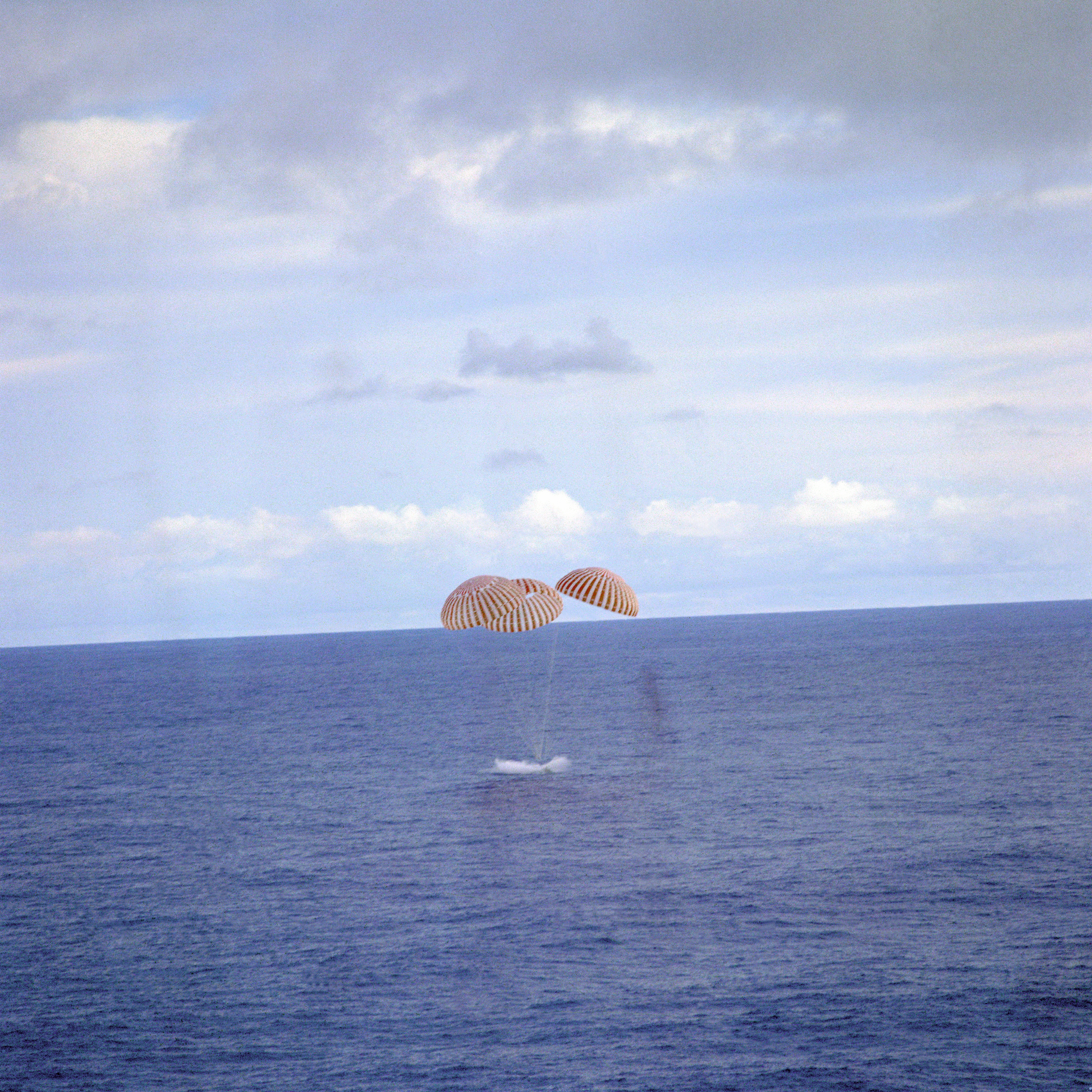
Amerizaje del Apolo 13 en el Pacífico Sur el 17 de abril de 1970.

El último problema por resolver era cómo eyectar el módulo lunar a una distancia segura del módulo de mando justo antes de la reentrada atmosférica. El procedimiento normal era, en órbita lunar, liberar el módulo lunar y luego usar el sistema de control de reacción del módulo de servicio para alejarlo del Módulo de Mando y Servicio de Apolo, pero a estas alturas ya se había soltado el módulo de mando. La empresa Grumman, fabricante del módulo lunar, asignó un equipo de ingenieros de la Universidad de Toronto, dirigido por el científico canadiense Bernard Etkin, para resolver el problema de cuánta presión de aire se debía utilizar para separar los módulos; los astronautas llevaron a cabo la solución propuesta, que se desarrolló con éxito. El módulo lunar se precipitó hacia la atmósfera terrestre, destruyéndose en el proceso; los fragmentos restantes cayeron en medio del océano. La corrección final de mitad de trayecto del Apolo 13 se había realizado en respuesta a las preocupaciones de la Comisión de Energía Atómica, que quería que el recipiente que contenía el óxido de plutonio destinado al generador termoeléctrico de radioisótopos SNAP-27 cayera en un lugar seguro. El punto de impacto se situó sobre la fosa de Tonga en el Pacífico, uno de sus puntos más profundos, y el depósito se hundió a unos 10 km de profundidad. Inspecciones posteriores realizadas con helicópteros no detectaron ninguna fuga radiactiva.
La ionización del aire en torno al módulo de mando durante la reentrada normalmente causaría un corte de comunicaciones de cuatro minutos. El curso de reentrada poco profundo del Apolo 13 hizo que se prolongara a seis minutos, más de lo que se esperaba; los controladores temieron que el escudo térmico del módulo de mando hubiera fallado. El Odyssey recuperó el contacto por radio y amerizó a salvo en el océano Pacífico Sur 21°38′24″S 165°21′42″O / -21.64000, -165.36167, al sureste de Samoa Estadounidense y a 6,5 km del buque de recuperación, el USS Iwo Jima. Aunque fatigados, la tripulación estaba en buenas condiciones en general, excepto Haise, que sufría una grave infección del tracto urinario, probablemente debido a la insuficiente ingesta de agua. Los astronautas pasaron la noche en el barco y volaron a Pago Pago al día siguiente. Tomaron un avión hasta Hawái, donde el presidente Richard Nixon les otorgó la Medalla Presidencial de la Libertad, considerada como el mayor honor civil que se otorga en los Estados Unidos. Pasaron la noche allí y luego se dirigieron a Houston.
De camino a Honolulu, el presidente Nixon se detuvo en Houston para otorgar también la Medalla Presidencial de la Libertad al equipo del Centro de Control de Misión del Apolo 13. El presidente tenía previsto conceder la distinción al administrador de la NASA, Thomas O. Paine, pero Paine recomendó que fuera para el equipo de operaciones de la misión.

## Reacción del público y los medios
Nobody believes me, but during this six-day odyssey we had no idea what an impression Apollo 13 made on the people of Earth. We never dreamed a billion people were following us on television and radio, and reading about us in banner headlines of every newspaper published. We still missed the point on board the carrier Iwo Jima, which picked us up, because the sailors had been as remote from the media as we were. Only when we reached Honolulu did we comprehend our impact: there we found President Nixon and [NASA Administrator] Dr. Paine to meet us, along with my wife Marilyn, Fred's wife Mary (who being pregnant, also had a doctor along just in case), and bachelor Jack's parents, in lieu of his usual airline stewardesses.
Nadie me cree, pero durante esta odisea de seis días no teníamos ni idea de la impresión que el Apolo 13 causó en la gente de la Tierra. Nunca soñamos que mil millones de personas nos siguieran por televisión y radio, y leyeran sobre nosotros en los titulares de todos los periódicos. Tampoco nos dimos cuenta a bordo del portaaviones Iwo Jima, que nos recogió, porque los marineros habían estado tan alejados de los medios de comunicación como nosotros. Hasta que llegamos a Honolulú no fuimos conscientes de nuestro impacto: allí encontramos al presidente Nixon y al [Administrador de la NASA] Dr. Paine dándonos la bienvenida, junto con mi esposa Marilyn, la esposa de Fred, Mary (que al estar embarazada, también tenía un médico a su lado por si acaso), y los padres del soltero Jack, en lugar de sus habituales azafatas.
Jim Lovell

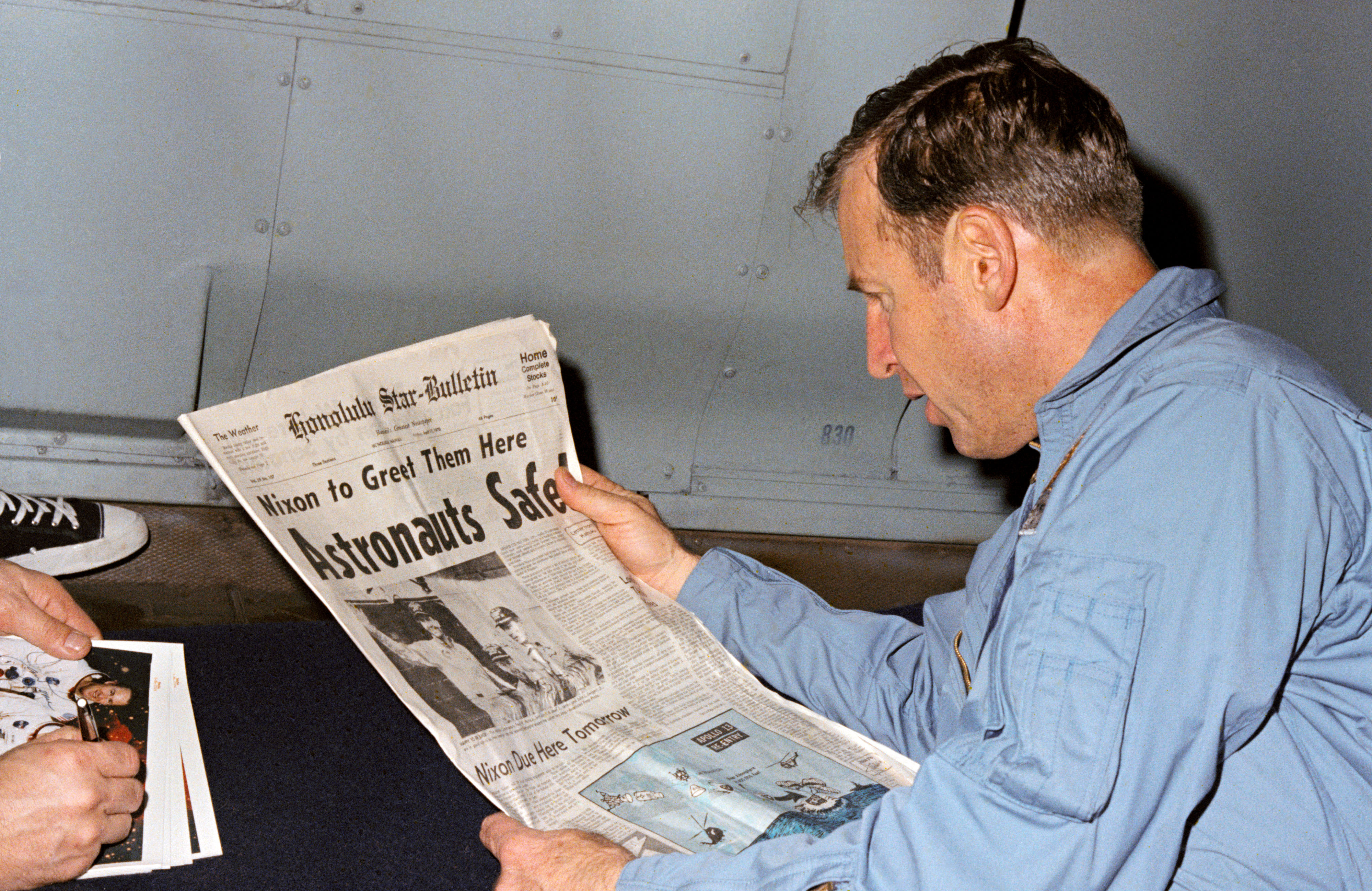
El astronauta James A. Lovell Jr., comandante de la misión del Apolo 13, leyendo un reportaje de un periódico sobre su exitosa recuperación de una misión plagada de problemas.

El incidente, cuya cobertura televisiva fue seguida por millones de personas, despertó el interés mundial en el programa Apolo. Cuatro barcos soviéticos se dirigieron a la zona de amerizaje para colaborar si era necesario, y otras naciones ofrecieron ayuda en caso de que la nave tuviera que hacerlo en otro lugar. El presidente Nixon canceló sus compromisos, llamó por teléfono a las familias de los astronautas y se trasladó al Centro de vuelo espacial Goddard de la NASA en Greenbelt (Maryland), donde se coordinó el seguimiento y las comunicaciones de la misión.
El rescate recibió más atención de la opinión pública que cualquier otro vuelo espacial hasta ese momento, aparte del primer aterrizaje del hombre en la Luna en el Apolo 11. Se publicaron titulares en todo el mundo, y la gente estaba pegada a las pantallas de televisión para informarse de las novedades, ofrecidas por las cadenas de televisión que interrumpían su programación habitual para ofrecer boletines informativos. El papa Pablo VI encabezó una congregación de 10 000 personas para rezar por el regreso seguro de los astronautas; diez veces ese número rezaron en una celebración religiosa en la India. El 14 de abril el Senado de los Estados Unidos aprobó una resolución instando a las empresas a hacer una pausa a las 21:00 h, hora local, para permitir la oración de los empleados.
Se estima que cuarenta millones de estadounidenses vieron el amerizaje del Apolo 13, transmitido en directo por tres cadenas, y otros treinta vieron algún momento de la emisión de seis horas y media de duración, que también se siguió fuera de los Estados Unidos. Jack Gould, del The New York Times, publicó que el Apolo 13, «que estuvo tan cerca de un trágico desastre, con toda probabilidad unió al mundo en un interés mutuo en mayor medida de lo que lo hubiera hecho otro aterrizaje exitoso en la Luna».

## Investigación y actuación posterior

### Comité de investigación
Inmediatamente después del regreso de la tripulación Thomas O. Paine, Administrador de la NASA y el Administrador Adjunto George Low nombraron un comité de investigación (presidido por Edgar Cortright, Director del Centro de investigación de Langley de la NASA y que incluía a Neil Armstrong y otros seis miembros) para investigar el accidente. El informe final del comité, enviado a Paine el 15 de junio, concluyó que la avería se inició en el tanque de oxígeno número 2 del módulo de servicio. Un aislamiento de teflón dañado en los cables del ventilador de removido en el interior del tanque de oxígeno 2 provocó un cortocircuito en los cables que hizo que ardiera este aislamiento. El incendio resultante aumentó rápidamente la presión dentro del tanque y la cápsula del tanque falló, llenando el compartimento de la pila de combustible (Sector 4 del módulo de servicio) con oxígeno gaseoso de rápida expansión y productos de combustión. La fuga de gas probablemente fue suficiente por sí sola para reventar el panel exterior de aluminio del Sector 4, pero los productos de combustión generados al incendiarse el aislamiento de las proximidades habrían aumentado la presión. La pérdida del panel dejó el sector expuesto al espacio, sofocando el fuego, y probablemente golpeó la cercana antena de alta ganancia, interrumpiendo las comunicaciones con la Tierra durante 1,8 segundos. Los sectores del módulo de servicio no eran herméticos entre sí, y si hubiera habido tiempo para que todo el módulo de servicio estuviera tan presurizado como el Sector 4, la fuerza sobre el escudo térmico del módulo de mando habría separado los dos módulos. El informe cuestionaba el uso de teflón y otros materiales que demostraron ser inflamables en oxígeno supercrítico, como el aluminio, en el interior del tanque. El comité no encontró ninguna evidencia que pudiera sugerir otra teoría sobre las causas del accidente.
Un choque mecánico forzó las válvulas de oxígeno cerradas en las células de combustible número 1 y número 3, dejándolas fuera de servicio. El repentino fallo del tanque de oxígeno 2 afectó al tanque de oxígeno 1, provocando que su contenido se filtrara, posiblemente a través de una conducción o válvula dañada, durante los siguientes 130 minutos, agotando por completo el suministro de oxígeno del módulo de servicio. Con los dos tanques de oxígeno del módulo de servicio vaciándose, además de otros daños en el módulo, la misión tuvo que abortarse. El comité elogió la forma en que se respondió ante la emergencia: «El defecto en el Apolo 13 casi provocó un desastre, que se pudo evitar únicamente gracias a la excelente actuación de la tripulación y del equipo de control en tierra que les prestó apoyo».
El tanque de oxígeno 2 lo fabricó la Beech Aircraft Company de Boulder, Colorado, como subcontratista de la North American Rockwell (NAR) de Downey, California, contratista principal del Módulo de Mando y Servicio de Apolo. Incluía dos interruptores termostáticos, diseñados inicialmente para sistema de alimentación de 28 voltios de corriente continua del módulo de mando, pero que podría fallar al someterse a los 65 voltios utilizados durante las pruebas en tierra en el Centro espacial Kennedy. Con las especificaciones originales de 1962, los interruptores estaban diseñados para 28 voltios, pero las especificaciones revisadas establecidas en 1965 exigían 65 voltios para permitir una presurización más rápida del tanque en el Centro espacial Kennedy, pero los interruptores que utilizó Beech no estaban diseñados para 65 voltios.
En las instalaciones de la North American Rockwell, el tanque 2 se había instalado originalmente en un panel de oxígeno en el módulo de servicio del Apolo 10, el SM-106, pero se desmontó para solucionar un posible problema de interferencia electromagnética y se sustituyó por otro. Al quitarlo, se cayó accidentalmente, desde una altura de apenas cinco centímetros, porque no se había quitado un perno de sujeción; la probabilidad de que se dañara por esta caída era escasa, pero es posible que el ensamble de la tubería de llenado estuviera suelto y empeorara por la caída. Después de algunas pruebas (que no incluyeron el llenado del tanque con oxígeno líquido), en noviembre de 1968 el panel se instaló en el SM-109, destinado al Apolo 13, que fue enviado al Kennedy Space Center en junio de 1969.
El 16 de marzo de 1970 se llevó a cabo la Prueba de Demostración de la Cuenta Atrás con el SM-109 en su emplazamiento cerca de la cúspide del Saturno V. Durante la prueba se llenaron los tanques criogénicos, pero el tanque de oxígeno 2 no pudo vaciarse a través de la tubería de drenaje normal y se redactó un informe que documentaba el problema. Tras las conversaciones entre la NASA y los contratistas, se reanudaron los intentos de vaciar el tanque el 27 de marzo. Cuando no se podía vaciar normalmente, los calentadores del tanque se encendían para evaporar el oxígeno. Los interruptores termostáticos estaban diseñados para evitar que los calentadores elevaran la temperatura por encima de los 27 °C, pero fallaron debido a la alimentación de 65 voltios utilizada. Las temperaturas en el conducto del calentador dentro del tanque puede que alcanzaran los 540 °C, lo que probablemente afectó al aislamiento de teflón. El indicador de temperatura no estaba diseñado para registrar más de 29 °C, por lo que el técnico que supervisaba el procedimiento no detectó nada inusual. Este calentamiento que mostraba el indicador había sido aceptado por los miembros de la tripulación Lovell y Mattingly, así como por los responsables e ingenieros de la NASA. La sustitución del tanque habría retrasado la misión al menos un mes. El tanque se llenó de nuevo con oxígeno líquido antes del lanzamiento; una vez que se conectó la energía eléctrica, estaba en una situación de riesgo. El comité investigador determinó que la activación del ventilador del tanque de oxígeno 2 por parte de Swigert a petición del Control de Misión generó un arco eléctrico que incendió el tanque.
El comité realizó una prueba con un tanque de oxígeno equipado con dispositivos de ignición de hilo caliente que provocó un rápido aumento de la temperatura dentro del tanque, tras lo cual falló, generando una telemetría similar a la del tanque de oxígeno 2 del Apolo 13. Las pruebas con paneles similares al que se vio que faltaba en el Sector 4 del módulo de servicio provocaron la separación del panel en el dispositivo de prueba.

### Cambios propuestos
A la vista de los resultados de la investigación, se realizaron cambios para las misiones Apolo 14 y posteriores. Se rediseñó el tanque de oxígeno, mejorándose los termostatos para soportar el voltaje adecuado. Se mantuvieron los calentadores ya que eran necesarios para mantener la presión del oxígeno. Los ventiladores de removido, con sus motores desprotegidos, se eliminaron, con lo que el medidor de cantidad de oxígeno ya no era necesario. Esto implicó la adición de un tercer tanque para que ninguno de ellos bajara de la mitad de su capacidad. El tercer tanque se colocó en el panel 1 del módulo de servicio, en el lado opuesto a los otros dos, y se le dotó de una válvula que podía aislarlo de las células de combustible y de los otros dos tanques de oxígeno en caso de emergencia, permitiendo que alimentara únicamente el sistema de ambiente del módulo de servicio. La sonda de medición se construyó en acero inoxidable en lugar de aluminio.
Todo el cableado eléctrico del Sector 4 se revistió de acero inoxidable. Se rediseñaron las válvulas de suministro de oxígeno de la célula de combustible para aislar el cableado recubierto de teflón del oxígeno. Los sistemas de monitorización de la nave y del Control de Misión se modificaron para dar avisos de anomalías con más visibilidad e inmediatez. Se colocó un suministro de emergencia de 19 l de agua en el módulo de mando y una batería de emergencia, idéntica a las que alimentaban la etapa de descenso del módulo lunar, en el módulo de servicio. Se modificó el módulo lunar para facilitar la transferencia de energía del módulo lunar al módulo de mando. Se colocaron dispositivos en la segunda etapa de la S-II para contrarrestar el efecto pogo.

## Secuelas

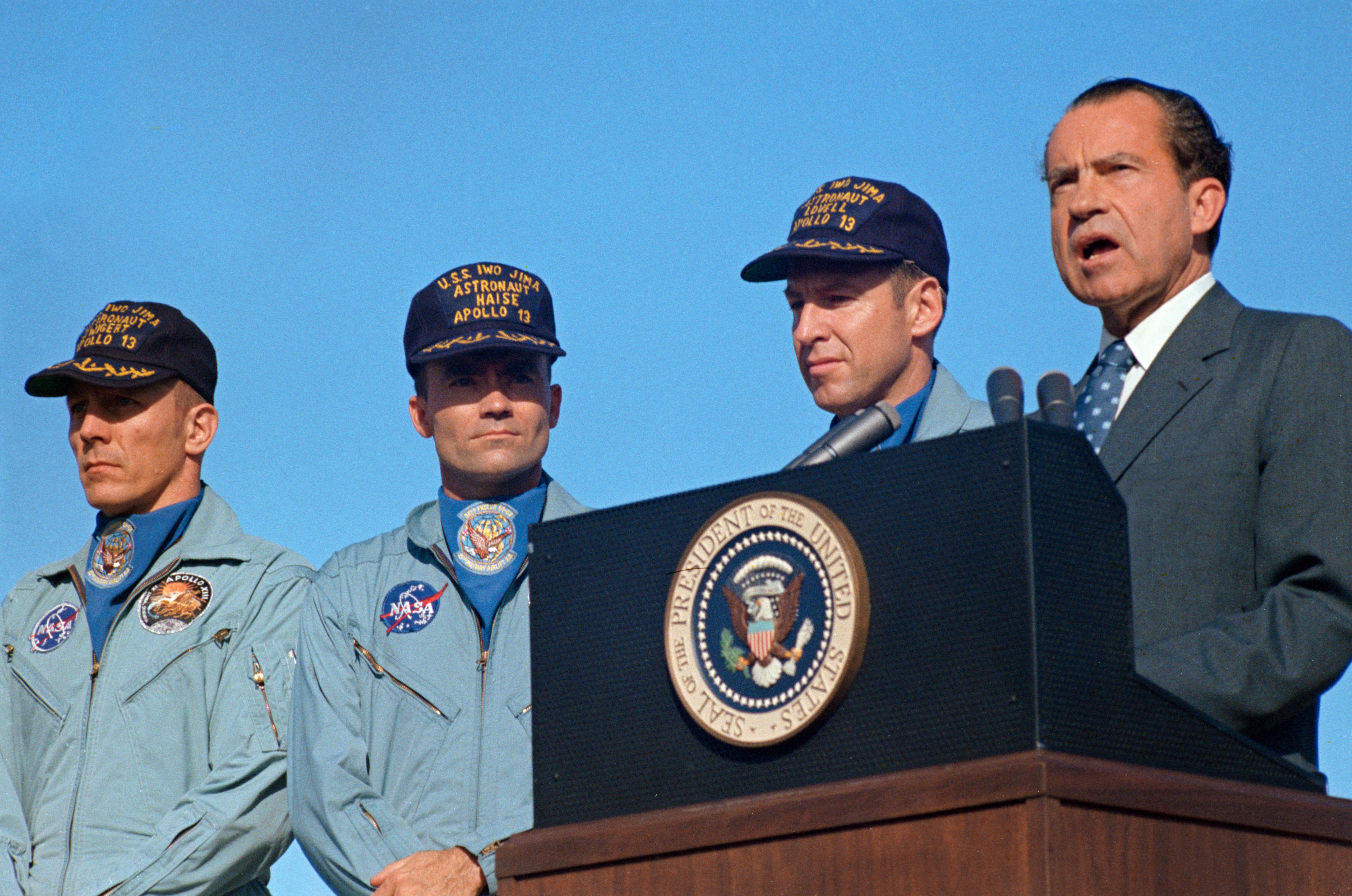
El presidente Richard Nixon concediendo a los astronautas del Apolo 13 la Medalla Presidencial de la Libertad.

El 5 de febrero de 1971 el módulo lunar del Apolo 14, Antares, aterrizó en la Luna con los astronautas Alan Shepard y Edgar Mitchell a bordo, cerca de Fra Mauro, el lugar que se pretendía explorar con el Apolo 13. Haise participó como CAPCOM durante el alunizaje y durante la segunda actividad extravehicular, en la que Shepard y Mitchell realizaron exploraciones en las proximidades del cráter Cone.
Ninguno de los astronautas del Apolo 13 volvió a volar al espacio. Lovell se retiró de la NASA y de la Armada en 1973 para incorporarse al sector privado. Swigert iba a participar en el Proyecto de pruebas Apolo-Soyuz (la primera misión espacial conjunta de Estados Unidos y la Unión Soviética) pero quedó al margen tras el escándalo de los sobres postales del Apolo 15. Solicitó una licencia de la NASA en 1973 y dejó la agencia para entrar en política, llegando a ser elegido para la Cámara de Representantes en 1982, pero murió de cáncer antes de que pudiera prestar juramento. Estaba previsto que Haise fuera el comandante de la misión Apolo 19, que fue cancelada, y voló las pruebas de aproximación y aterrizaje del Transbordador STS antes de retirarse de la NASA en 1979.
Aunque la misión no llegó a alunizar, se completaron algunos de los experimentos previstos. Uno de ellos fue la S-IVB del vehículo de lanzamiento (la tercera etapa del Saturno V) que en misiones anteriores se había enviado a la órbita solar una vez que se había desprendido. El sismógrafo que había dejado el Apolo 12 detectaba frecuentes impactos de pequeños objetos en la Luna, pero unos impactos más grandes darían más información sobre la corteza lunar, así que se decidió que a partir de Apolo 13, el S-IVB se estrellaría en la Luna; el impacto se produjo a las 77:56:40 horas de la misión y generó tanta energía que tuvo que reducirse la ganancia del sismógrafo, situado a 117 kilómetros del impacto. Una prueba para medir la cantidad de fenómenos eléctricos atmosféricos durante el ascenso a la órbita tras el lanzamiento (incorporada después de que el Apolo 12 fuera alcanzado por un rayo) proporcionó datos que mostraban la existencia de un mayor riesgo con algunas condiciones meteorológicas marginales. Gracias a una serie de fotografías de la Tierra, tomadas para comprobar si la altura de las nubes podía determinarse mediante satélites geoestacionarios, se obtuvieron los resultados deseados.

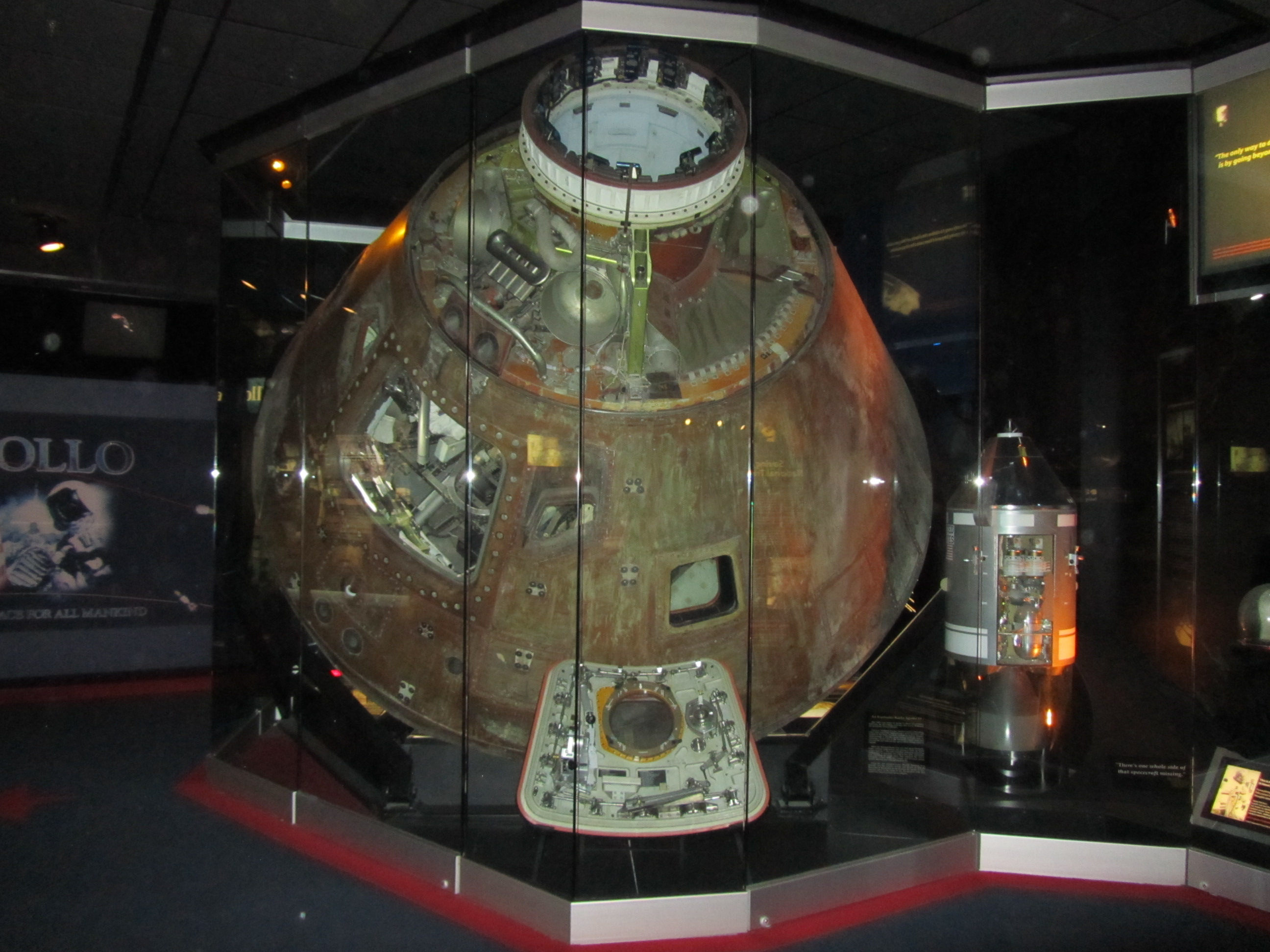
El Odyssey expuesto en el Kansas Cosmosphere and Space Center.

Los componentes internos del módulo de mando se retiraron durante la investigación del accidente y se volvieron a montar en el BP-1102A, el módulo de entrenamiento de salida de agua, que posteriormente se expuso en el Museo de Historia Natural y Ciencias de Louisville, Kentucky, hasta el año 2000. El revestimiento exterior se exhibió en el Museo del Aire y del Espacio, en París. La cubierta del módulo de mando y los componentes internos fueron reensamblados y el Odyssey se expone en el Kansas Cosmosphere and Space Center.
Lovell calificó el Apolo 13 como un «exitoso fracaso». Se ha considerado en repetidas ocasiones como «el mejor momento de la NASA». El escritor e historiador australiano Colin Burgess escribió «el vuelo de vida o muerte del Apolo 13 evidenció de forma dramática los colosales riesgos inherentes a los vuelos espaciales tripulados. Después, con la tripulación de vuelta en la Tierra, la apatía pública volvió una vez más.»
En su libro sobre el Programa Apolo, William R. Compton dice del Apolo 13 que «Solo un esfuerzo heroico de improvisación en tiempo real de los equipos de operaciones de la misión salvó a la tripulación». Rick Houston y Milt Heflin, en su historia del Control de Misión, afirmaron «El Apolo 13 demostró que el control de la misión podía traer a esos viajeros espaciales de vuelta a casa cuando sus vidas estaban en juego». El antiguo jefe de historiadores de la NASA, Roger D. Launius, escribió: «La recuperación de este accidente consolidó la confianza del mundo en las capacidades de la NASA más que cualquier otro incidente en la historia de los vuelos espaciales.» Pero el accidente también convenció a algunos responsables, como el director del Centro de Vuelos Tripulados Robert Gilruth, de que si la NASA seguía enviando astronautas a las misiones Apolo era inevitable que algunos murieran y pidieron que se pusiera fin al programa lo antes posible. Asesores del presidente Nixon recomendaron cancelar las restantes misiones lunares, asegurando que un desastre en el espacio conllevaría un gran coste político. Los recortes presupuestarios facilitaron esta decisión y durante el paréntesis posterior al Apolo 13 se cancelaron dos misiones, por lo que el programa terminó con el Apolo 17 en diciembre de 1972.

## En la cultura popular y los medios

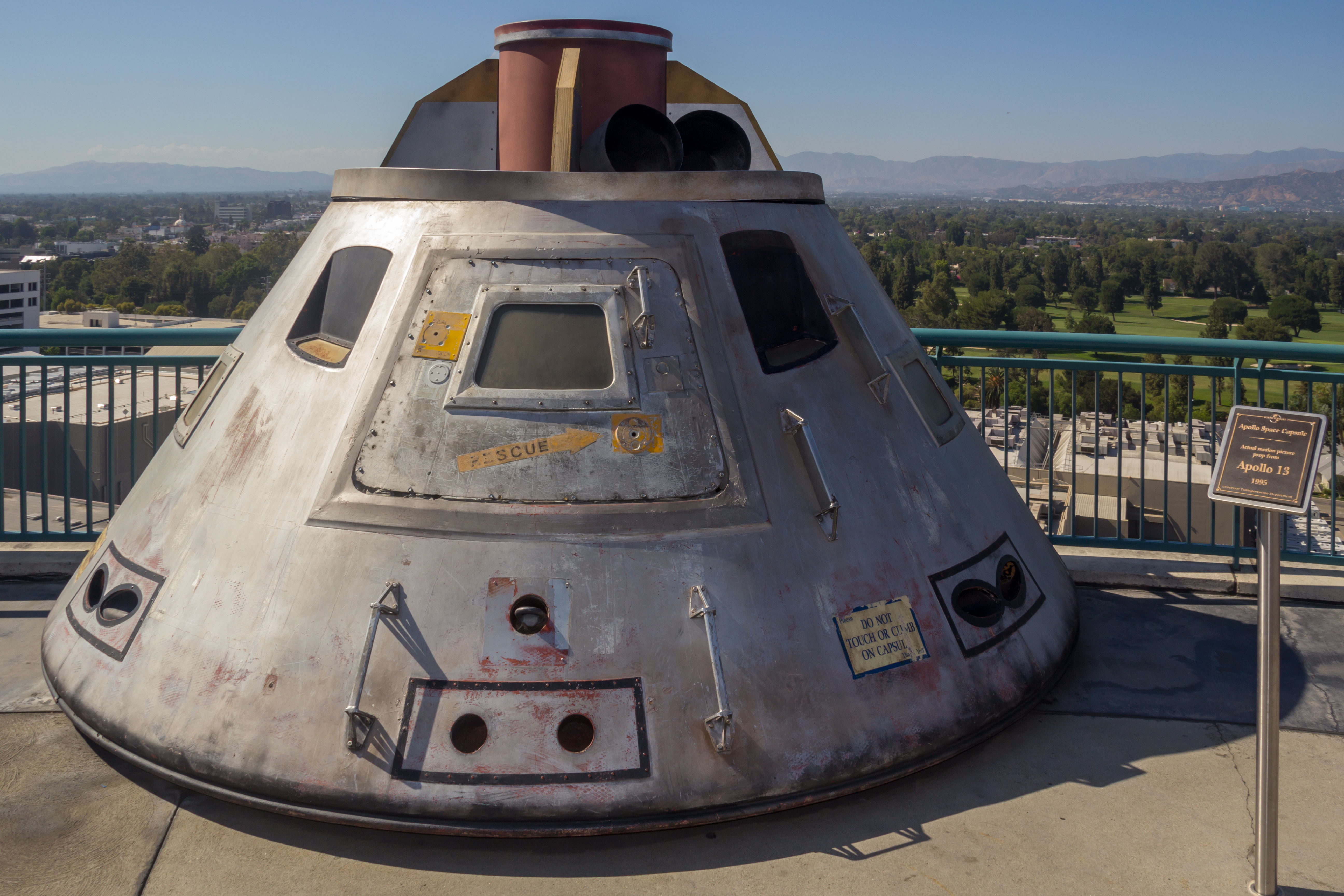
Réplica del módulo de mando utilizado durante el rodaje de la película Apolo 13.

La película de 1974 Houston, We've Got a Problem, cuyo argumento se desarrolla en el contexto del incidente del Apolo 13, es un drama de ficción sobre las crisis a las que se enfrenta el personal de tierra cuando la emergencia altera sus horarios de trabajo y aumenta el estrés en sus vidas. Lovell expresó públicamente su desacuerdo con la película, que consideró «ficticia y de mal gusto». «Houston ... We've Got a Problem» también fue el título de un episodio de la serie documental de la BBC A Life At Stake, emitido en marzo de 1978; en este caso fue una reconstrucción precisa, aunque resumida, de los hechos. En 1994, durante la conmemoración del 25 aniversario del Apolo 11, la PBS emitió un documental de 90 minutos titulado Apollo 13: To the Edge and Back.
Tras su regreso, la tripulación planeaba escribir un libro, pero finalmente todos se fueron de la NASA sin empezarlo. Cuando Lovell se retiró en 1991, el periodista Jeffrey Kluger le pidió que escribiera un relato de no ficción sobre la misión, a lo que el astronauta accedió. Swigert había muerto en 1982 y Haise ya no estaba interesado en el proyecto. El libro se publicó en 1994 con el título Lost Moon: The Perilous Voyage of Apollo 13. En 1995 se estrenó una adaptación cinematográfica del libro, Apolo 13, dirigida por Ron Howard y protagonizada por Tom Hanks en el papel de Lovell, Bill Paxton como Haise, Kevin Bacon como Swigert, Gary Sinise como Mattingly, Ed Harris como Kranz y Kathleen Quinlan en el papel de Marilyn Lovell. James Lovell, Kranz y otros directivos de la NASA han afirmado que esta película describió los sucesos acaecidos durante la misión con una precisión razonable, a pesar de que se concedió alguna licencia dramática, como cambiar el tiempo verbal en la famosa transmisión de Lovell en respuesta a las palabras originales de Swigert, pasando la frase de «Houston, hemos tenido un problema» a «Houston, tenemos un problema». La película también se inventó la frase «El fracaso no es una opción», pronunciada por Harris en su papel como Kranz en la película; la frase quedó tan estrechamente asociada a Kranz que la utilizó como título de su autobiografía del año 2000. La película ganó los premios Óscar al mejor montaje y al mejor sonido, dos de los nueve premios de la Academia a los que estaba nominada, entre ellos a la mejor película.
En la miniserie de 1998 De la Tierra a la Luna, coproducida por Hanks y Howard, la misión se dramatiza en el episodio «We Interrupt This Program». En lugar de mostrar el incidente desde la perspectiva de la tripulación como en el largometraje Apolo 13, se muestra desde la perspectiva de los periodistas de televisión que compiten por la cobertura del evento.